# Witkowo
Witkowo (1939-1945 niem. Wittingen) – miasto w Polsce, w woj. wielkopolskim, w powiecie gnieźnieńskim, położone na Równinie Wrzesińskiej. Siedziba gminy miejsko-wiejskiej Witkowo.
Do 1927 roku miasto było siedzibą urzędu starostwa powiatu witkowskiego. W latach 1975–1998 miasto administracyjnie należało do województwa konińskiego. Od 1999 roku Witkowo znajduje się w powiecie gnieźnieńskim, w północno-wschodniej części województwa wielkopolskiego. Witkowo to obecnie centrum administracyjne gminy miejsko-wiejskiej. Zajmuje 8,3 km² i zamieszkuje je ok. 7,8 tys. osób. W centrum miasta występuje zabudowa o charakterze zwartym.
Witkowo posiada bogatą historię, pierwsze wzmianki o nim pochodzą z XIV wieku, a prawa miejskie otrzymało w XVII. Przez lata było miejscem koegzystencji polsko-niemiecko-żydowskiej, co zakończyła II wojna światowa. Posiada liczne zabytki.

## Położenie
Miasto i gmina Witkowo leży na Pojezierzu Gnieźnieńskim we wschodniej części Niziny Wielkopolskiej. Od zachodu i północy graniczy z gminami Niechanowo i Trzemeszno, natomiast od wschodu i południa z gminami powiatu słupeckiego: Strzałkowo, Powidz oraz Orchowo i na niewielkim odcinku z gminą Września (powiat wrzesiński). W skład gminy wchodzi 26 sołectw i miasto Witkowo. Przez miasto przebiega główna trasa łącząca Gniezno ze Słupcą i dalej leżącym Koninem. Gmina ma bardzo dobre połączenia komunikacyjne we wszystkich kierunkach: Witkowo – Gniezno – Poznań lub Bydgoszcz – Witkowo – Września; Witkowo – Słupca – Konin.

## Gospodarka
W gospodarce gminy i miasta Witkowa dominuje rolnictwo, usługi i drobna wytwórczość oraz turystyka i rekreacja. Niemniej w gminnych planach zagospodarowania są wyznaczone tereny aktywizacji gospodarczej, na których można zlokalizować przemysł o różnym stopniu uciążliwości. Na terenie miasta i gminy zarejestrowanych jest 700 podmiotów gospodarczych. Dominują jednostki handlowe oraz budowlane, ale stosunkowo liczne są również podmioty związane z obsługą nieruchomości oraz przetwórstwem. W Witkowie funkcjonuje bardzo wiele zakładów usługowych, między innymi czternaście zakładów fryzjerskich i salonów piękności. Mieszkańcy mogą korzystać również z trzech myjni samochodowych, trzech stacji paliwowych. Funkcjonują również trzy banki. Oprócz bardzo licznych sklepów lokalnych przedsiębiorców w Witkowie powstały również markety dużych i wielkich sieci jak Biedronka, Dino, Polomarket, PSB-Mrówka, Netto, Rossman, Żabka, czy Sklep Polski. Liczne są także punkty gastronomiczne – cukiernie, pizzerie, czy restauracja.
W gminie jest 900 indywidualnych gospodarstw rolnych. Średnia wielkość gospodarstwa wynosi 15 ha z tendencją wzrostową. W gminie znajduje się 12 147 ha użytków rolnych w klasach bonitacyjnych II-IV. W produkcji roślinnej dominują pszenica, rzepak, rzepak ozimy, buraki cukrowe, ziemniaki, zboża paszowe oraz kukurydza. Produkcja zwierzęca obejmuje chów bydła mlecznego i trzody chlewnej. Pomimo położenia pól i pozostałych użytków rolnych na glebach mało żyznych, a także niekorzystnych czynników obecnego tutaj klimatu (obszar gminy Witkowo i Powidz to obszary, gdzie występuje najniższa w Polsce roczna suma opadów), dzięki wysokiemu poziomowi kultury rolnej rolników i umiejętnemu gospodarowaniu udaje się zbierać dosyć duże plony. Gospodarka Witkowa jest ściśle związana z 33 Bazą Lotnictwa Transportowego w Powidzu (jednym z największych pracodawców w gminie). Lotnisko w Powidzu należy do największych tego typu obiektów w Europie.

## Dzieje legendarne
O powstaniu Witkowa opowiada legenda, zgodnie z którą pochodzącą ze Skubarczewa spod Orchowa księżniczkę zastała burza w okolicy współczesnego Witkowa. Pasterz Witek (zwany też Witem) udzielił jej schronienia przed burzą w swoim szałasie wśród olbrzymich konarów drzew. Wdzięczna za udzieloną pomoc szlachcianka podarowała Witkowi miejscowość, nadając jej nazwę Witkowo. Witka upamiętniała do niedawna drewniana figura w parku miejskim, został on jednak przedstawiony jako słowiański wojownik.

## Historia
Źródło:

### Kalendarium
- 1363 – pierwszy dokument pisany, gdzie wymieniono miejscowość Witkowo (miejsce pochodzenia plebana w Tulcach);
- 1403 – plebanem Witkowa był Strzeszek syn Wawrzyńca;
- 1491 – pierwsza wzmianka o istnieniu w Witkowie folwarku, następuje rozgraniczenie gruntów wiejskich od folwarcznych;
- 1517 – konsekracja nowego drewnianego kościoła pod wezwaniem św. Mikołaja Biskupa przez sufragana gnieźnieńskiego Mikołaja;
- 1521/1523 – Liber beneficjorum Jana Łaskiego wymienia parafialną wieś Witkowo, identyfikowaną jako obecne miasto i stolicę gminy;
- 1564 – Według wykazu podatkowego we wsi jest 16,5 łanów ziemi uprawianej przez kmieci, w miejscowości mieszka 4 zagrodników, 1 komornik oraz 4 rzemieślników. We wsi jest też karczma i wiatrak. Podatku zapłacono 12 florenów i 9 groszy. W wykazie nie uwzględniono ziemi folwarcznej;
- 1579 – właścicielem Witkowa jest kasztelan inowrocławski Jan Spławski. Wieś ma 13 i pół łana ziemi uprawianej przez kmieci i 1 łan pusty, oraz 16 zagrodników, w tym 8 posiada niewielkie kawałki ziemi uprawnej i 12 komorników, jest też karczma i wiatrak. Podatku zapłacono 18 florenów i 22 grosze. W dokumencie wieś nazwano Withkowo;
- 1588 – jako właściciel wsi figuruje kasztelan Jan Spławski. Nadal we wsi działa karczma i wiatrak. Ilość ziemi uprawianej przez kmieci zmniejszyła się do 8 łanów, 6 łanów figuruje jako puste. Zagrodników z niewielkimi kawałkami ziemi jest 2 a bez ziemi 4. Nie ma komorników. Podatku zapłacono 6 florenów i 11 groszy;
- 1676 – nabycie praw miejskich (Adolf Warschauer) ogólnie w literaturze przyjęto 1684 roku, dokument jednak zaginął;
- 1684 – przywilej królewski nadający mieszkańcom prawo do odbywania jarmarków;
- 1718 – najstarszy inwentarz Witkowa;
- 1742, 14 września – nadanie przywilejów przez dziedzica Witkowa Jana Działyńskiego bractwu kurkowemu, jest to też najpewniej data powołania tego bractwa;
- 1759 – w Witkowie pracuje 59 rzemieślników, w tym 16 cieśli i 15 szewców[12];
- 1772 – odnowienie przywileju miejskiego Witkowa, podczas tej lokacji powstał nowy rynek, obecny Park Kościuszki;
- 1777 – najstarszy znany wizerunek herbu Witkowa. Na dokumencie z tego roku widnieje odcisk pieczęci miejskiej. Przedstawia oko opatrzności bożej oraz ma napis DEUS PROVIDEBIT (Bóg zapewni). Istnieje też opis innego, być może starszego wizerunku herbu Witkowa przedstawiającego basztę forteczną i orła na tarczy. Autorem opisu tego herbu jest XIX wieczny heraldyk Friedrich August Voßberg. Według opinii historyka M. Gumowskiego taki wizerunek herbu jest fantazją literacką Voßberga;
- 1780 – w Witkowie mieszka 60 rodzin protestanckich. Posiadają swoją własną szkołę oraz kościół nazwany już wtedy starym;
- 1782 – odnowienie przywileju miejskiego Witkowa zatwierdzone przez króla Stanisława Augusta Poniatowskiego;
- 1793–1807 – przejęcie Ziemi Witkowskiej (uwzględnione w pruskiej indegaudzie) przez władze pruskie;
- 1807–1812 – Witkowo w Księstwie Warszawskim;
- 1811 – miasto ma 187 domów, które zamieszkuje 1599 osób;
- 1815 – ponownie pod panowaniem pruskim – Wielkie Księstwo Poznańskie;
- 1817 – wielki pożar Witkowa, zniszczeniu ulega duża część miasta oraz kościół, po pożarze nastąpił spadek ludności miasta;
- 1817–1847 – odbudowa (miasto w rękach rodziny Wołłowiczów);
- 1821 – początek dobudowy kościoła (tym razem murowanego);
- 1831 – w Witkowie jest 169 domów i 1937 mieszkańców. W tej liczbie 649 katolików, 206 protestantów oraz 1082 Żydów;
- 1844 – spłonięcie drewnianej synagogi;
- 1863–1864 – zaplecze dla powstańców (magazyn broni);
- 1887 – wydzielenie powiatu witkowskiego (powierzchnia 58 896 ha, w tym 39 132 ha gruntów ornych, obejmujący Czerniejewo, Mielżyn, Powidz, Witkowo);
- 1896 – uruchomienie kolejki wąskotorowej łączącej Witkowo z Gnieznem i Wrześnią[12];
- 1918, 12 listopada – koniec administracji niemieckiej, Rewolucja Witkowska i przejęcie władzy przez Radę Robotniczo-Żołnierską;
- 1919 – wydalenie ostatniego landrata niemieckiego, Uda de Roberti-Jessena;
- 1927 – likwidacja powiatu witkowskiego przez władze II Rzeczypospolitej;
- 1939 – miasto zajmuje bez obrony Wehrmacht, zostaje włączone do III Rzeszy, jako część Kraju Warty, a naziści zmieniają nazwę miasta na Wittingen (1940–1945);
- 1944 – do Witkowa docierają pierwsi radzieccy żołnierze (spadochroniarze);
- 1945, 21 stycznia – zajęcie przez Armię Czerwoną, która nie napotkała większego oporu, Witkowo znów w granicach Polski (administracyjnie w woj. poznańskim, pow. gnieźnieński, od 1975 woj. konińskie);
- 1990, 27 maja – pierwsze wybory samorządowe;
- 1995, 1 stycznia – administracyjne wyłączenie terenu gminy Powidz (pow. 8015 ha, liczba ludności 2100).

### Początki miasta

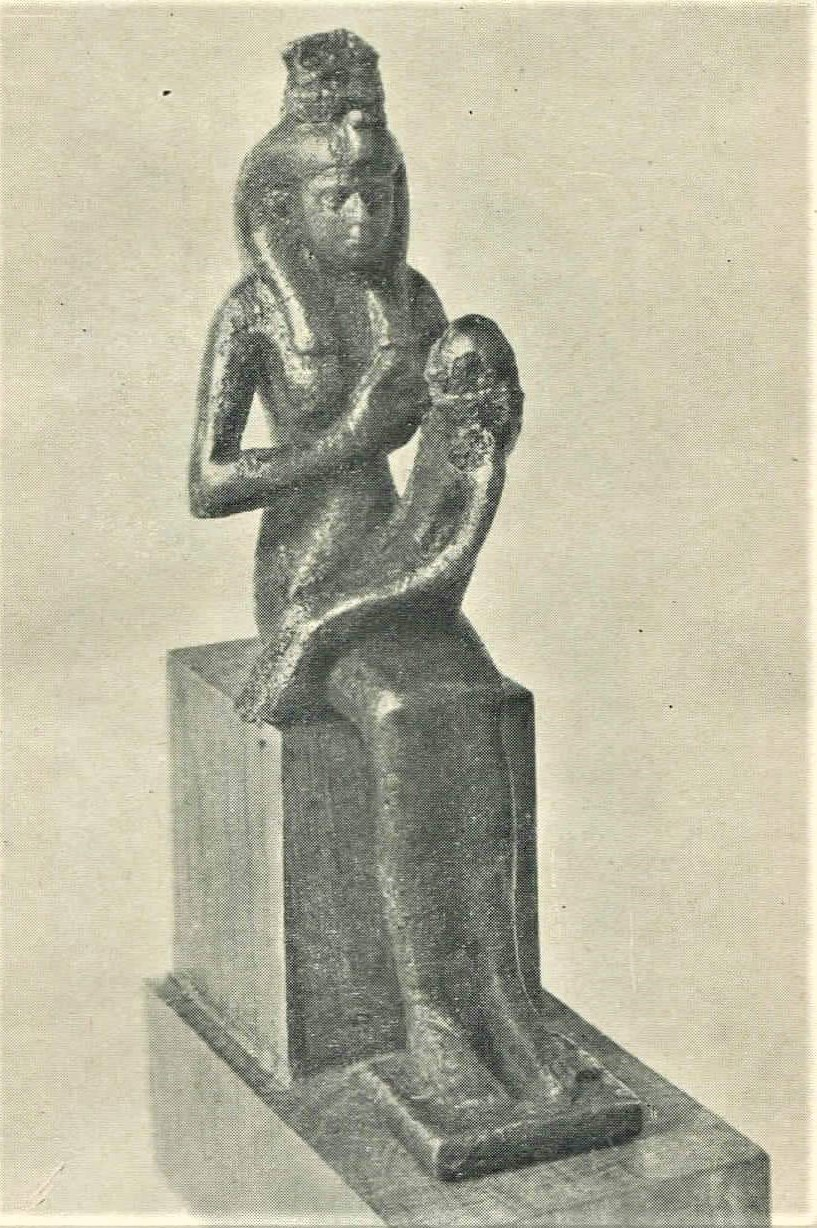
Figurka Izydy karmiącej Horusa odnaleziona w Małachowie Złych Miejsc

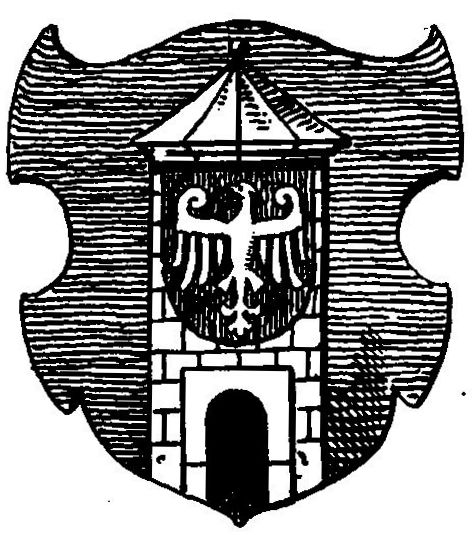
Herb Witkowa według Voßberga

Na terenie gminy można odnaleźć liczne ślady przeszłości. We wsiach Chłądowo i Małachowo-Złych Miejsc znajdują się grodziska wczesnośredniowieczne z czasów Mieszka I. Istnienie tych dwóch osad wiąże się z inną miejscowością – Wiekowem. Ulokowana jest ona na wzniesieniu na półwyspie jeziora Niedziegięl. Kolejne osady odkrywano również na północ od Wiekowa, w okolicach wsi Ostrowite Prymasowskie. O ludzkiej bytności świadczą resztki naczyń, wazonów, czy chociażby figurka egipskiej bogini Izydy z brązu (wykopana w Małachowie Złych Miejsc), poza tym monety polskie i żydowskie – znalezione w Witkowie. Historia tych obszarów sięga XII wieku. W tym czasie znana już była osada położona wśród rozległych lasów zwanych Puszczą Mąkowską. Po raz pierwszy nazwę Witkowo wspomniano w 1363 roku (od plebana w Tulcach o Marcinie z Witkowa). W XV wieku proboszcz Wincenty Kot, uzyskał godność arcybiskupa gnieźnieńskiego i prymasa Polski. Prawa miejskie Witkowo uzyskało w 1676 roku, a w 1684 roku uzyskało przywilej organizowania jarmarków. Ponowienie lokacji zatwierdził król Stanisław August Poniatowski, co nastąpiło w 1782 roku. Witkowo było punktem przecięcia się wielu ważnych szlaków handlowych.

### Panowanie pruskie i rozwój Witkowa
W 1793 roku miasto zostało włączone do Królestwa Prus, a w 1887 roku powołano Powiat Witkowski, który istniał do 1927 roku. Powiat obejmował miasta Czerniejewo, Mielżyn, Powidz. Właścicielami Witkowa był wywodzący się ze Śląska, rycerski ród Korzboków, a następnie szlacheckie rodziny Spławskich, Przyjemskich, Kaczkowskich, Działyńskich, Sułkowskich Wołłowiczów. Witkowianie byli znani ze swojego patriotyzmu: dziedzic Witkowa Antoni Sułkowski, późniejszy wojewoda gnieźnieński, po pierwszym rozbiorze Polski bronił przynależności miasta do Rzeczypospolitej. Nie można również zapominać o uczestnikach insurekcji kościuszkowskiej, wojen napoleońskich, powstań: styczniowego, listopadowego, wielkopolskiego.

### Rewolucja Witkowska
Witkowo odzyskało niepodległość 1918 roku, ze sprawą zrywu narodowowyzwoleńczego znanego jako Rewolucja Witkowska. 12 listopada 1918 roku powołano do życia Radę Robotniczo-Żołnierską, czego inicjatorami byli ks. Malczewski i Stefan Lutomski. W skład Rady weszli robotnicy i żołnierze, w tym np. marynarz Stanisław Gaworzewski, służący uprzednio w Kilonii, gdzie 3 listopada wybuchł bunt marynarzy, początkujący rewolucję listopadową. Starostą mianowano Nepomucena Mukułowskiego z Kołaczkowa (ziemianina). Oficjalnemu burmistrzowi Hertelowi przydzielono pomocnika z ramienia Rady – Ignacego Knasta. Tak więc Rada, z dniem 13 listopada, zaczęła sprawować całkowitą władzę w powiecie Witkowo, zabezpieczając przede wszystkim porządek publiczny, dostarczając żywność i zapewniając obsługę komunikacyjną, w tym kolejową. Z wielu okien wywieszono czerwone sztandary, a część urzędników niemieckich przystroiła się socjalistycznymi wstążkami. Przywrócono urzędowy język polski, polskie nazwy miejscowości, wprowadzono też własną powiatową walutę (markę witkowską). Z urzędów zaczęto usuwać Niemców, np. landrata Uda de Roberti-Jessena. Sprawa ta wywołała niezadowolenie władz niemieckich, co znalazło nawet oddźwięk w prasie ogólnokrajowej. 25 listopada przybyło do Witkowa dwustu żołnierzy, celem głównie zastraszenia ludności, jednak po negocjacjach z Radą i otrzymaniu darmowych biletów do domu, wojsko to rozjechało się, porzucając swoją służbę. Druga grupa żołnierzy (E-34 Heimatschutz-Ost) przybyła 7 grudnia o godzinie 10.30, w liczbie 180 ludzi i trzech oficerów. Ten oddział był dużo bardziej zdyscyplinowana. Doszło do rozwiązania Rady i odwołania starosty. Zastraszono też ludność cywilną. Pat trwał do 28 grudnia, kiedy w hotelu Ignacego Knasta zwołano naradę, celem opracowania planu ostatecznego rozbrojenia Niemców. W następstwie tego wybuchło w Witkowie powstanie wielkopolskie, ostatecznie kończąc panowanie niemieckie w tym rejonie Wielkopolski. Rewolucjoniści witkowscy kontynuowali walkę zbrojną przeciw władzom niemieckim. Koniec końców miasto znalazło się w granicach II Rzeczypospolitej.

### II wojna światowa
Po ataku III Rzeszy na Polskę przez miasto przechodził 14 Pułk Ułanów Jazłowieckich zmierzający do Uniejowa, a niedługo później do niebronionego Witkowa wkroczył Wehrmacht, ustanawiając niemiecką administrację. Część ludności wysiedlono do Generalnego Gubernatorstwa, wiele osób trafiło do niemieckich obozów koncentracyjnych albo zostało wysłanych na roboty przymusowe do Niemiec. Hitlerowcy zniszczyli w mieście domy i zakłady Żydów (m.in. kirkut – cmentarz żydowski oraz synagogę). Ci, którzy nie zdążyli uciec, zostali przewiezieni do obozów koncentracyjnych. Witkowo zostało anektowane przez III Rzeszę i włączone do Kraju Warty, do Regierungsbezirk Hohensalza (rejencji inwrocławawskiej) i Landkreis Gnesen (powiatu gnieźnieńskiego). W mieście osiedlono przesiedleńców z terenów Łotwy, Niemców bałtyckich. Dotychczasowi niemieccy mieszkańcy będący członkami NSDAP przystąpili do organizacji miejskiego plutonu SS. W ten sposób powołany został SS-Zug Wittingen dowodzony przez SS-Obersturmführera (porucznika) Rudolfa Rungego. Powstała także liczna witkowska komórka SA, składająca się ze 118 piechurów i 20 kawalerzystów dowodzonych przez rolnika z Mąkownicy, Otta Paulmanna. Równolegle powołano do życia oddziały Hitlerjugend, Bund Deutscher Mädel, a także Nationalsozialistisches Kraftfahrkorps. Funkcjonował również Niemiecki Czerwony Krzyż. W międzyczasie w oddziałach Armii Krajowej działało kilku polskich witkowian, między innymi Adam Borys – dowódca batalionu „Parasol”, organizator i wykonawca zamachu na Franza Kutscherę. Podczas powstania warszawskiego zginęli dwaj witkowianie, harcerze, bracia Łukowscy – Alfred ps. „Tygrys” (16 lat) i Zbigniew ps. „Blondyn” (21 lat). W 300 Dywizjonie Bombowym im. „Ziemi Mazowieckiej” walczył Józef Skowron, który uczestniczył w pięćdziesięciu dwóch nalotach na miasta niemieckie i francuskie. Choć w Witkowie istniała konspiracja, to w bardzo ograniczonych rozmiarach. Po wysiedleniach Polaków etnicznie dominowali w mieście Niemcy, doskonale znający polskich sąsiadów. Funkcjonowanie ruchu oporu ograniczała również obecność licznych sił Heeru i Luftwaffe, a także dwa posterunki żandarmerii. Pomimo tego, w Witkowie działali członkowie Wojska Ochotniczego Ziem Zachodnich, które zostało jednak rozbite przez Gestapo w 1940 roku. W drugiej połowie 1944 roku nad Witkowem zaczęło operować radzieckie lotnictwo. Zrzucano spadochroniarzy, mających dokonać zwiadu pozycji Wehrmachtu. Pierwszymi czerwonoarmistami w okolicach Witkowa był oddział skoczków pod dowództwem majora Michaiła Kozubowskiego. Na przełomie października i grudnia pod Witkowem miała miejsce obława na skoczków-zwiadowców, zabito czterech. W ostatnie okupacyjne Boże Narodzenie miała miejsce kolejna wielka obława na spadochroniarzy, podczas której zlikwidowano dwóch, posługujących się pseudonimami „Henryk” i „Sasza”. Witkowo zostało zajęte przez Armię Czerwoną 21 stycznia 1945 roku. O godzinie 13.30 od strony Powidza do miasta nadjechały pierwsze czołgi należące do 11. Korpusu Pancernego Gwardii 1 Gwardyjskiej Armii Pancernej. Opór próbował stawić im w okolicach cmentarza i kościoła kilkunastoosobowy oddział niemiecki. W większości byli to członkowie Volkssturmu sformowanego w 1944 roku. Starli się oni z siłami 44. Brygady Pancernej Gwardii pod dowództwem pułkownika Józefa Gusakowskiego. Żaden z obrońców nie przeżył – wliczając cywilów, wojska radzieckie zabiły pięćdziesięciu dwóch Niemców z Witkowa i okolic. Pochowano ich w zbiorowej mogile. Wcześniej, w 1944 roku z miasta uciekła część ludność niemieckiej (zwłaszcza bałtyccy osadnicy), czemu próbowały przeciwdziałać władze. Reszta w pośpiechu opuszczała miasto od 16 stycznia 1945 roku. Nie przeszkodziło to czerwonoarmistom otwierać ognia do pustych budynków, których niewielka część została zniszczona. Ludność polska błyskawicznie zraziła się do „wyzwolicieli”, którzy okradali Polaków, szykanowali ich, zdarzały się też napaści, a wśród żołnierzy powszechne było pijaństwo. Wskutek tych działań miasto poniosło duże szkody gospodarcze. Do miasta powracali tymczasem wygnani Polacy, a ostatni pozostali Niemcy zostali wysiedleni. W ten sposób Witkowo bezpowrotnie straciło swój wieloetniczny, jak i wieloreligijny charakter. Wszelkie zniszczenia wojenne zostały szybko odbudowane, a także zaadaptowano obiekty poniemieckie (np. w miejscu magazynów wojskowych stanął klub garnizonowy). Siły radzieckie okupujące Witkowo osadziły na najważniejszych stanowiskach działaczy komunistycznych, czym kierował komendant wojenny miasta, major Iwan Iwanowicz Kowalczuk. Już w kilka godzin po wkroczeniu Armii Czerwonej na polecenie Kowalczuka zorganizowano polską milicję, wiosną 1945 roku przekształconą w posterunek Milicji Obywatelskiej z czternastoma funkcjonariuszami w całej gminie. Dwa dni później powołano do życia Polski Komitet Narodowy z doktorem Janem Orcholskim na czele. Jego pierwszą decyzją było uruchomienie witkowskiego młyna (miasto borykało się z wielkim niedoborem żywności) i zwrot Polakom zagrabionego mienia, a także rozdanie witkowianom opuszczonych, niemieckich gospodarstw.

### Czasy PRL i III RP
W okresie powojennym znalazło się w województwie poznańskim, w powiecie gnieźnieńskim. Po reformie administracyjnej od 1975 roku należało do województwa konińskiego. Obecnie Witkowo jest częścią województwa wielkopolskiego. W 1950 roku na polecenie Ministerstwa Sprawiedliwości został zorganizowany zakład poprawczy, ulokowany w dawnym budynku sądu grodzkiego. Na początku lat pięćdziesiątych miastu wyznaczono rolę zaplecza dla budowanego wtedy dużego lotniska wojskowego w pobliskim Powidzu. W związku z tym zaczęto wznosić bloki mieszkalne dla żołnierzy zawodowych, a Witkowo stało się miastem garnizonowym. Nie wzbudzało to entuzjazmu stałych mieszkańców, a podział na „prawdziwe miasto” i „osiedle” utrzymywał się bardzo mocno przez wiele lat, a w mniejszym stopniu widoczny jest po dziś dzień. Napływ znacznej liczby wojskowych i ich rodzin przyczynił się do potrojenia się liczby witkowian w epoce PRL (patrz – tabela o liczbie ludności), a wśród mieszkańców zaczęła przeważać ludność napływowa ze wszystkich regionów Polski.
W okresie PRL-u w mieście powstała Spółdzielnia Kółek Rolniczych, Spółdzielnia Pracy Stolarzy oraz wytwórnia bielizny odzieżowej Spółdzielni Pracy „Turkowianka”.
W 1995 roku z terenu gminy Witkowo wyłączono część miejscowości, tworząc gminę Powidz.

## Liczba ludności
Źródło: Archiwum Urzędu Statystycznego w Poznaniu, dane ze spisów powszechnych.
| Rok  | Liczba mieszkańców |
| ---- | ------------------ |
| 1939 | 1600               |
| 1946 | 2707               |
| 1950 | 2616               |
| 1951 | 2636               |
| 1957 | 3794               |
| 1958 | 4024               |
| 1960 | 4167               |
| 1962 | 4939               |
| 1963 | 5370               |
| 1965 | 5700               |
| 1967 | 6000               |
| 1970 | 6530               |
| 1979 | 6982               |
| 1980 | 7020               |

## Wspólnoty wyznaniowe

### Wspólnoty funkcjonujące
- Kościół rzymskokatolicki:
  - parafia św. Mikołaja, dekanat witkowski,
    - Kościół św. Mikołaja w Witkowie,

  - parafia wojskowa pw. NMP Królowej Polski, dekanat Sił Powietrznych (przeniesiona w 2020 roku z Gniezna[14]),
    - kościół w budowie, tymczasowa kaplica w Klubie 3. Skrzydła Lotnictwa Transportowego[15].

### Wspólnoty zlikwidowane
Źródło:
- Świadkowie Jehowy (do początku XXI wieku, wspólnota przeniesiona do Gniezna):
  - zbór z Salą Królestwa (przekształcony w salę zabaw na początku XXI wieku).

- Kościół ewangelicko-augsburski (do 1945 roku):
  - kościół (po 1945 roku przekształcony w magazyn zboża, później dom ludowy, podupadłszy w zaniedbanie, wobec znacznych kosztów remontu został rozebrany na polecenie władz komunistycznych w latach 1971–1972)[17].

- Gmina żydowska (do II wojny światowej):
  - synagoga (w 1844 roku doszczętnie spłonęła, odbudowana w 1850 roku, zniszczona w czasie II wojny światowej).

## Nekropolie
Obecnie na terenie Witkowa funkcjonuje tylko jedna nekropolia, rzymskokatolicki cmentarz należący do parafii św. Mikołaja. Na cmentarzu znajduje się zespół okazałych grobowców, m.in. należących do rodziny Knastów, a także bogato zdobione, współczesne grobowce rodzin romskich. Pochowani są na nim między innymi Adam Borys, Ignacy Knast, liczni powstańcy wielkopolscy, powstańcy warszawscy bracia Łukowscy, czy też proboszcze witkowscy (w tym dwóch prałatów).

### Nekropolie zlikwidowane
- Kirkut powstały w XIX wieku w okolicach dzisiejszej ul. Sportowej, zniszczony w 1940 roku przez hitlerowców, kilka ocalałych macew można podziwiać w Sali Historii.
- Cmentarz ewangelicki, który z czasem został „wchłonięty” przez cmentarz rzymskokatolicki, po II wojnie światowej i wypędzeniu Niemców z Witkowa zdemolowany przez władze komunistyczne, szczątki ekshumowano i pochowano w masowej mogile o nieznanej lokalizacji[18].

## Demografia

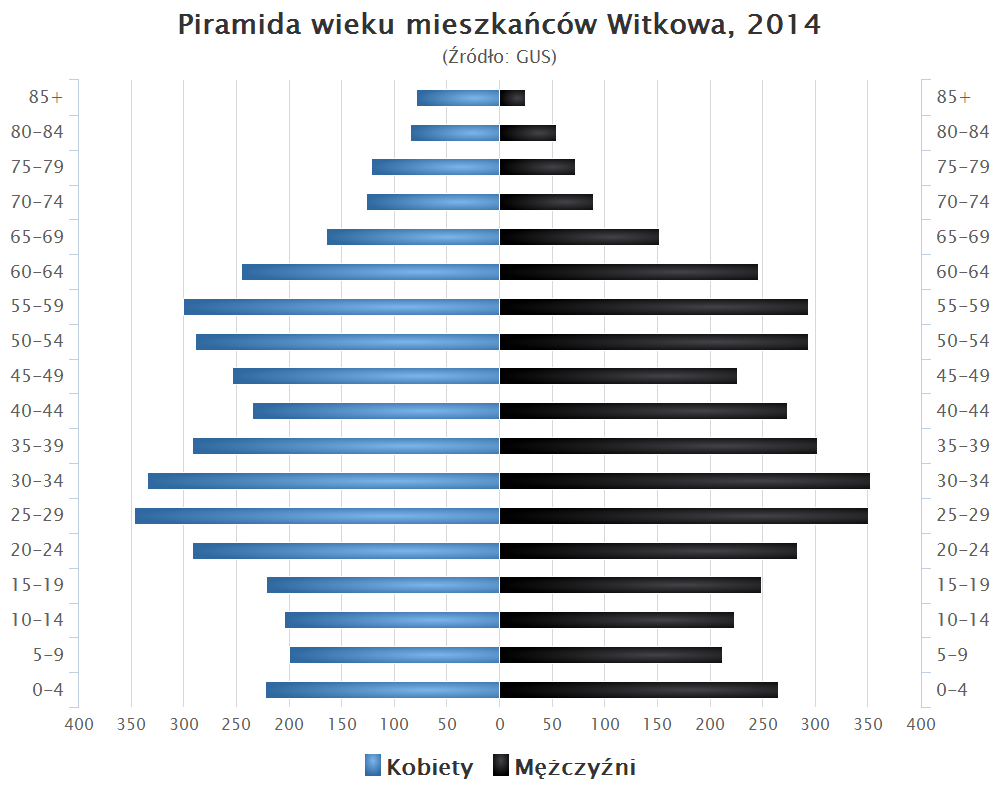
Piramida wieku mieszkańców Witkowa w 2014 roku

## Zabytki

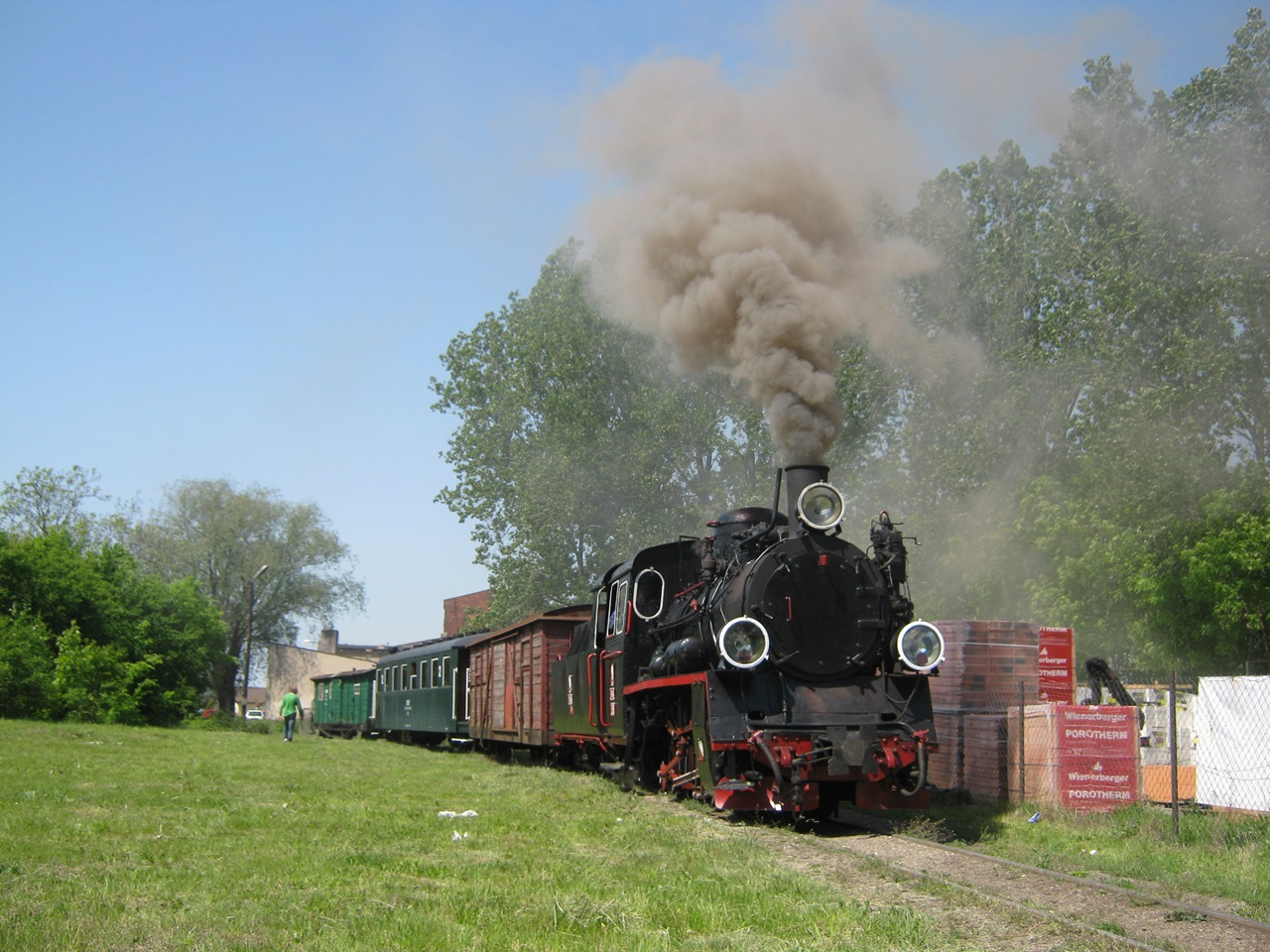
Px48-1919 na stacji w Witkowie ze specjalnym pociągiem Towarzystwa Przyjaciół Wolsztyńskiej Parowozowni w 2012 roku na stacji w Witkowie

Na terenie miasta znajduje się wiele interesujących obiektów zabytkowych. W Witkowie znajduje się Sala Historii, która udostępnia mieszkańcom eksponaty związane z historią miasta i okolic Witkowa.
Zabytki i atrakcje turystyczne w Witkowie:
- Bank Ludowy w Witkowie działający nieprzerwanie od 1913 roku[22];
- dawny budynek Sądu Grodzkiego (obecnie zakład poprawczy);
- budynek dawnego starostwa powiatu witkowskiego (obecnie pustostan przy ul. Warszawskiej)[23];
- kościół parafialny pw. św. Mikołaja oraz sąsiadująca z nią plebania;
- wielki młyn (czynny nieprzerwanie do początku XXI wieku);
- fragment Gnieźnieńskiej Kolei Wąskotorowej wraz ze stacją kolejową, która jest jedną z niewielu kolei w Europie prowadząca pociągi z parowozem (Px48)[24], dawniej służyła ona mieszkańcom, ułatwiając komunikację z Gnieznem, Mielżynem, Wrześnią, Powidzem, przejściem granicznym w Anastazewie (dawna granica zaborów pruskiego i rosyjskiego), ale również z Koninem, Kołem, czy nawet Łodzią[25] (na początku XXI wieku kursowała ona jako lokalna atrakcja turystyczna, jednak z czasem zaprzestała obsługiwać tę linię, a torowisko zarosło i zostało zasypane ziemią, planowane jest przywrócenie jej działalności, co jednak na tę chwilę uniemożliwia brak środków na odnowę infrastruktury)[potrzebny przypis];
- dawny szpital i garnizon niemiecki (obecnie budynek Szkoły Podstawowej nr 1 im. Adama Borysa);
- dawny budynek elektrowni (obecnie stacja kontroli pojazdów);
- zespoły zabytkowych kamienic w centrum miasta;
- pomnik Powstańców Wielkopolskich;
- budynek dawnej Szkoły Gospodarstwa Domowego (obecnie mieszkania prywatne przy ul. Armii Poznań)[26];
- liczne kapliczki;
- stary drewniany młyn wiatrowy (aktualnie w opłakanym stanie technicznym, grozi zawaleniem);
- samoloty-pomniki (bombowiec Ił-28 i szkolno-treningowy PZL TS-8 Bies)[27];
- cmentarz parafialny;
- funkcjonująca ponad sto lat restauracja „Smakosz”, dawniej „Pod Trzema Gwiazdami”, podczas okupacji niemieckiej przemianowana na „Deutsche Ecke” („Niemiecki Kąt”);
- budynek Klubu 3. Skrzydła Lotnictwa Transportowego.

Wiele zabytków nie zachowało się po dziś dzień, między innymi synagoga, kościół ewangelicki, czy też drugi młyn.

## Galeria zabytków oraz atrakcji turystycznych miasta Witkowo

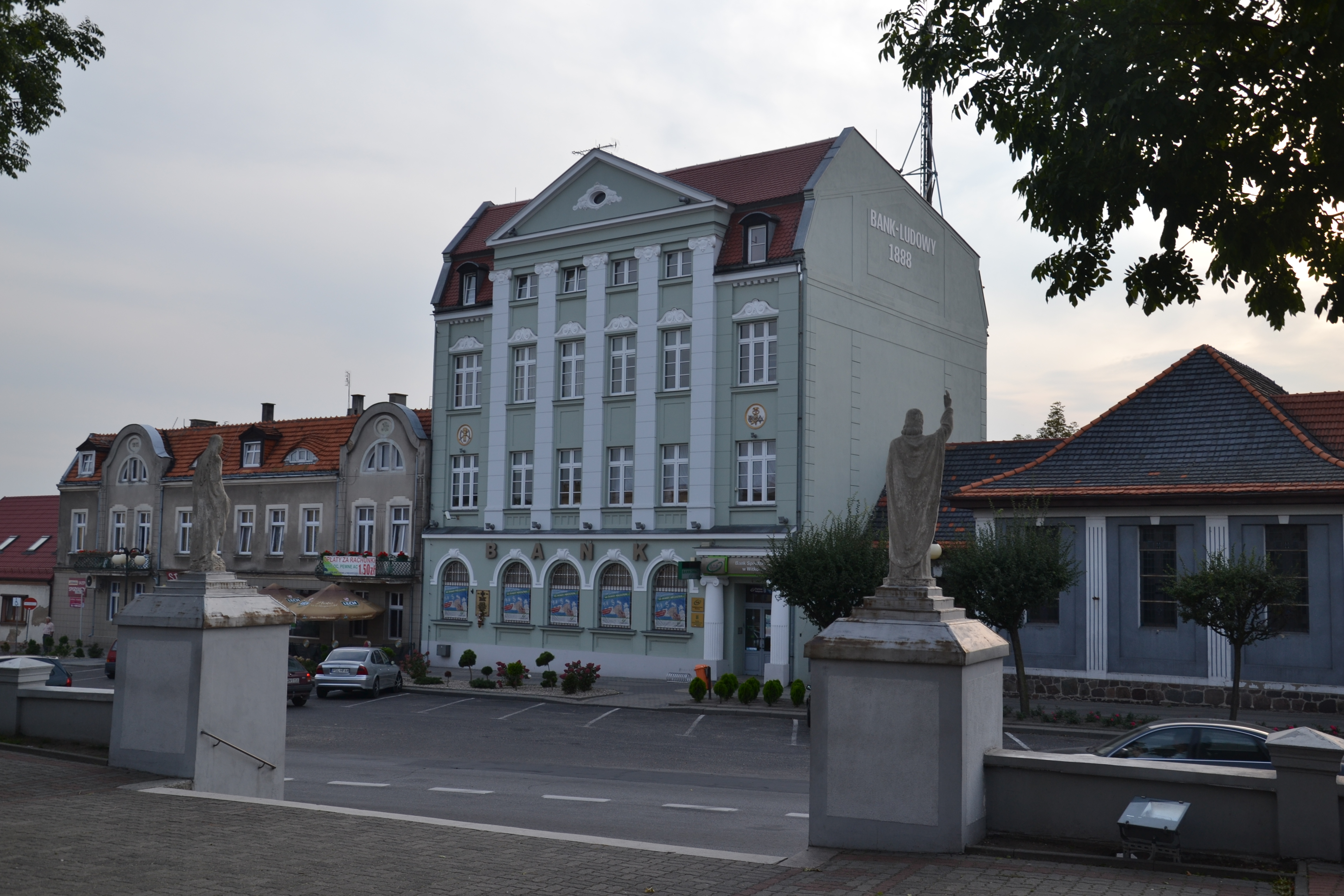
Bank Ludowy w Witkowie, ul. Stary Rynek
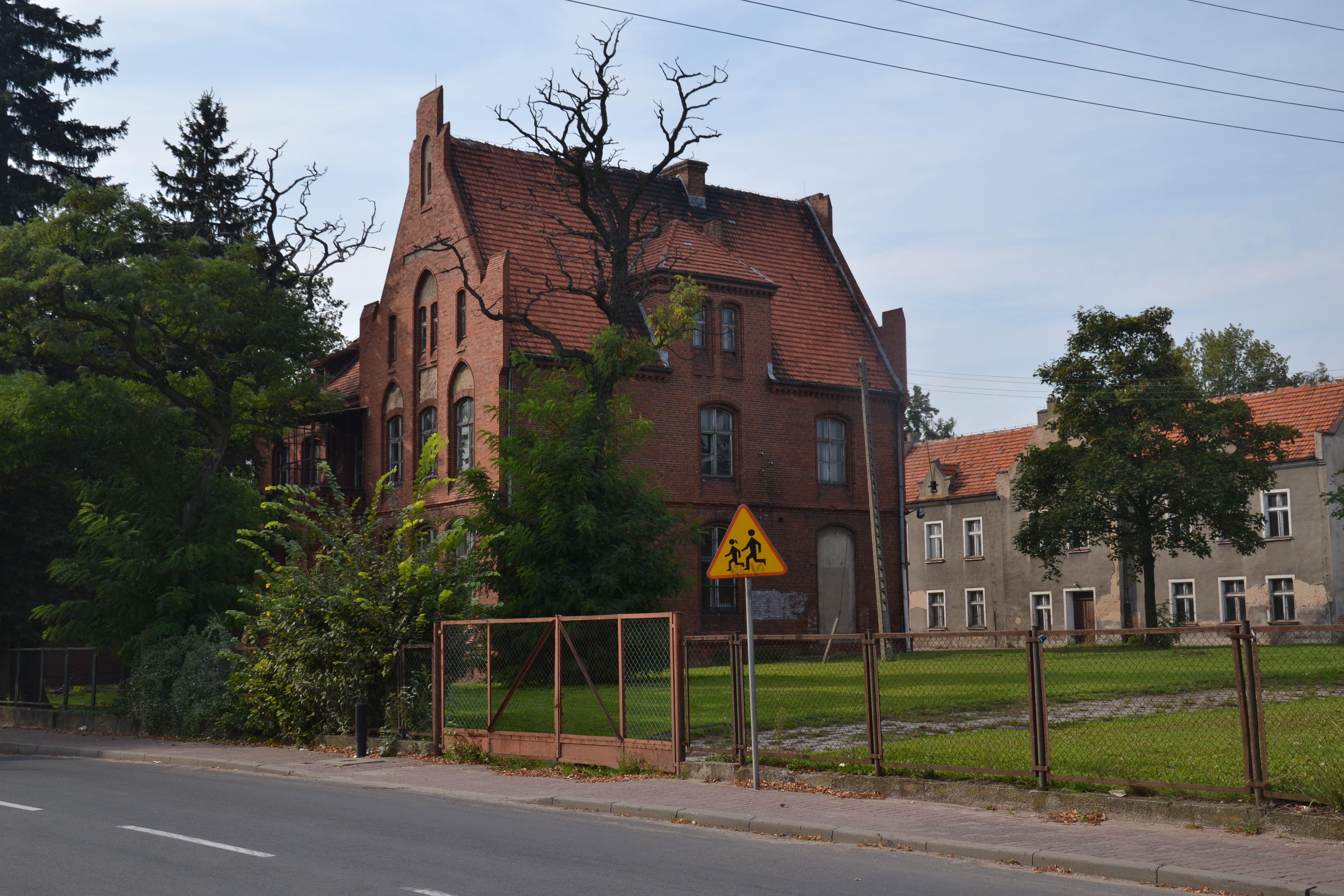
Dawna landratura
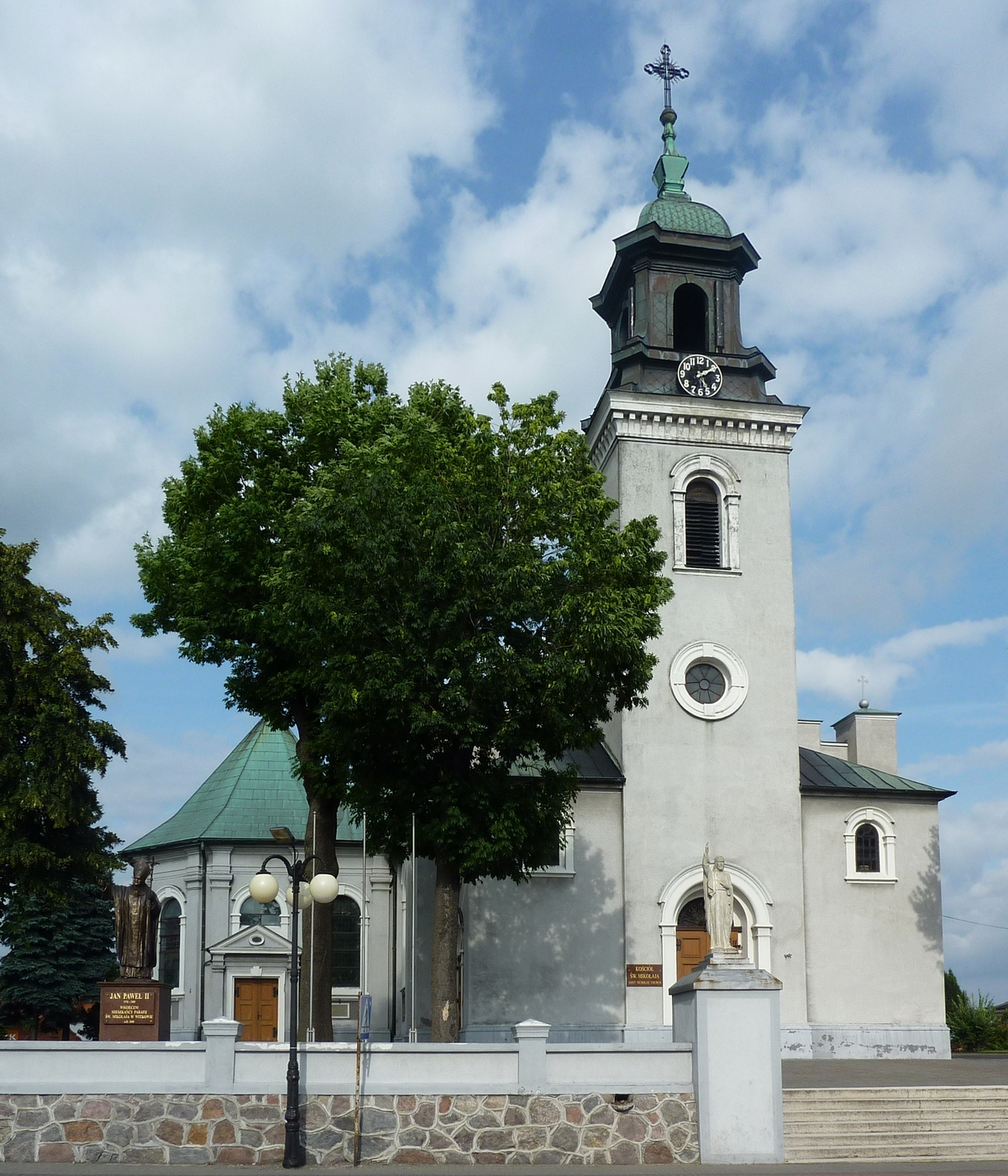
Kościół św. Mikołaja, ul. Stary Rynek
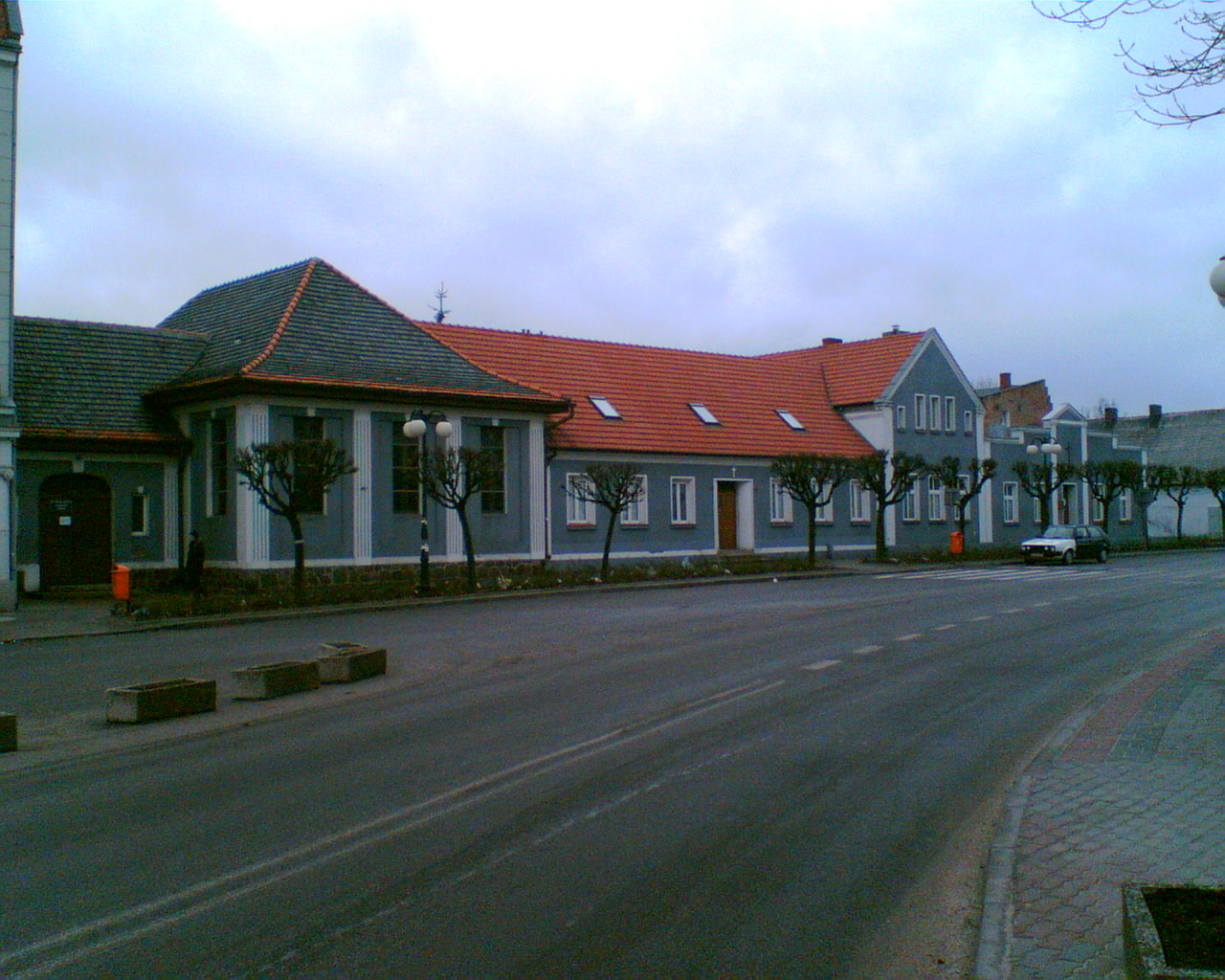
Plebania, ul. Poznańska
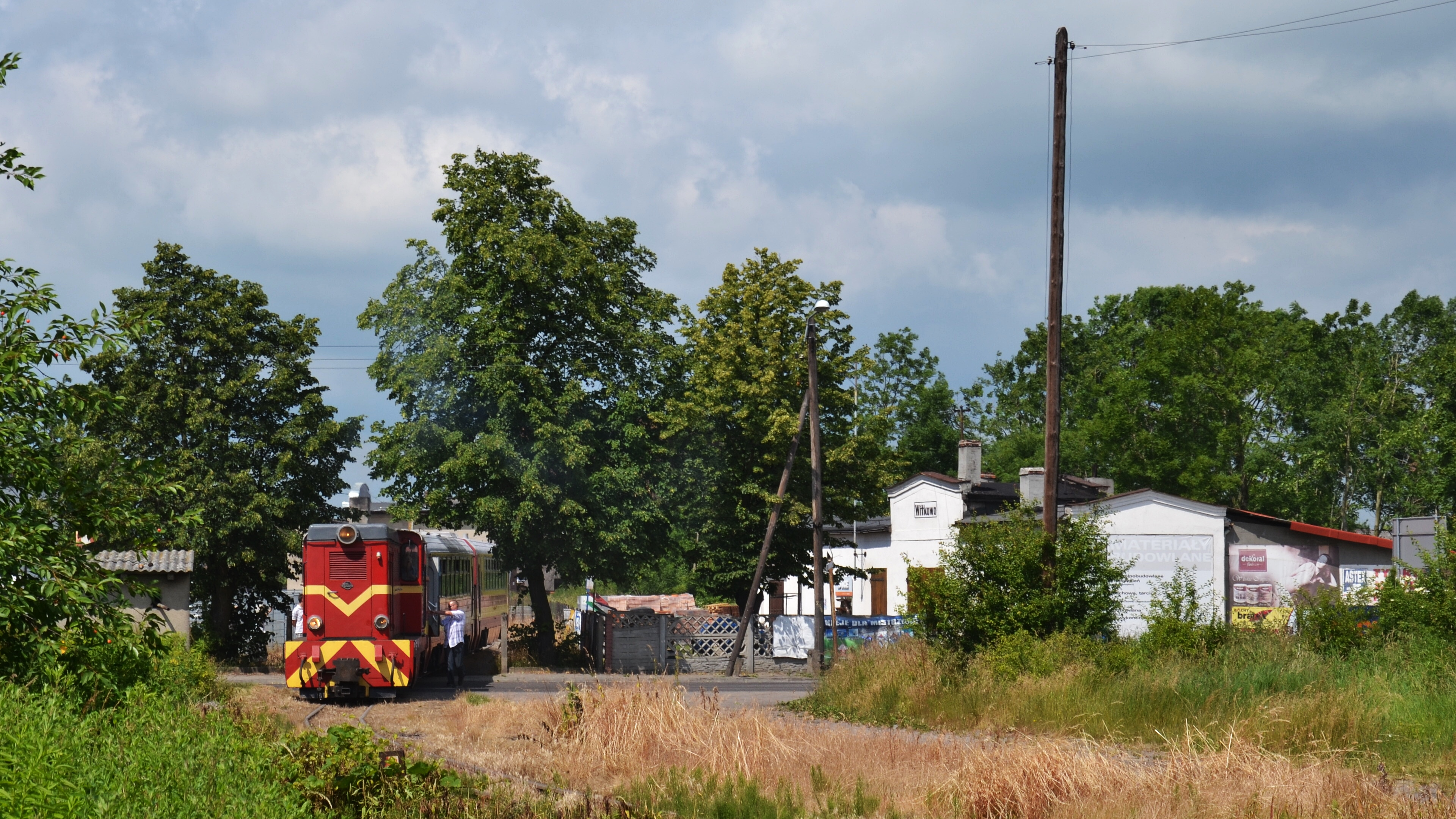
Witkowski odcinek Gnieźnieńskiej Kolei Wąskotorowej
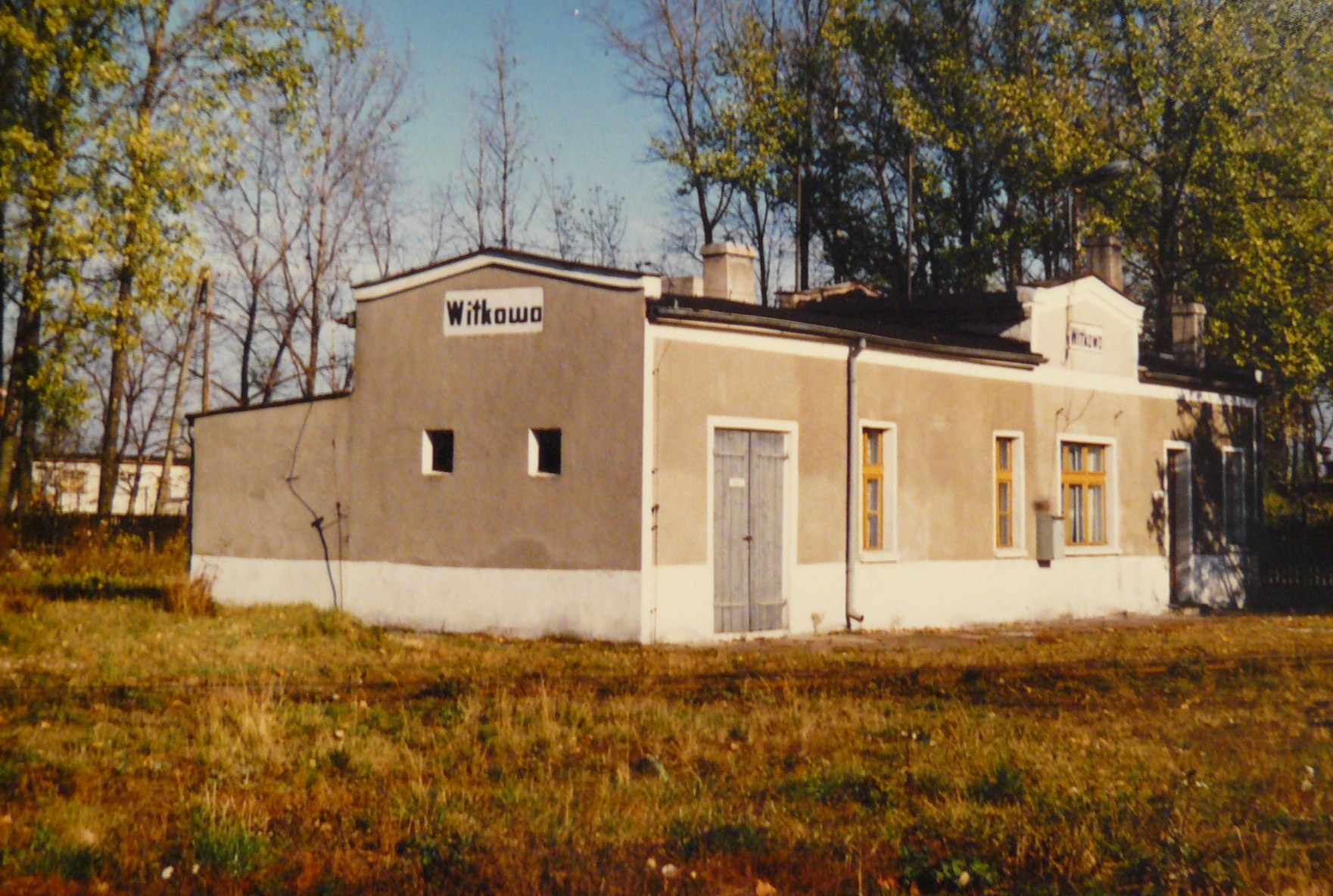
Stacja kolei wąskotorowej, ul. Dworcowa
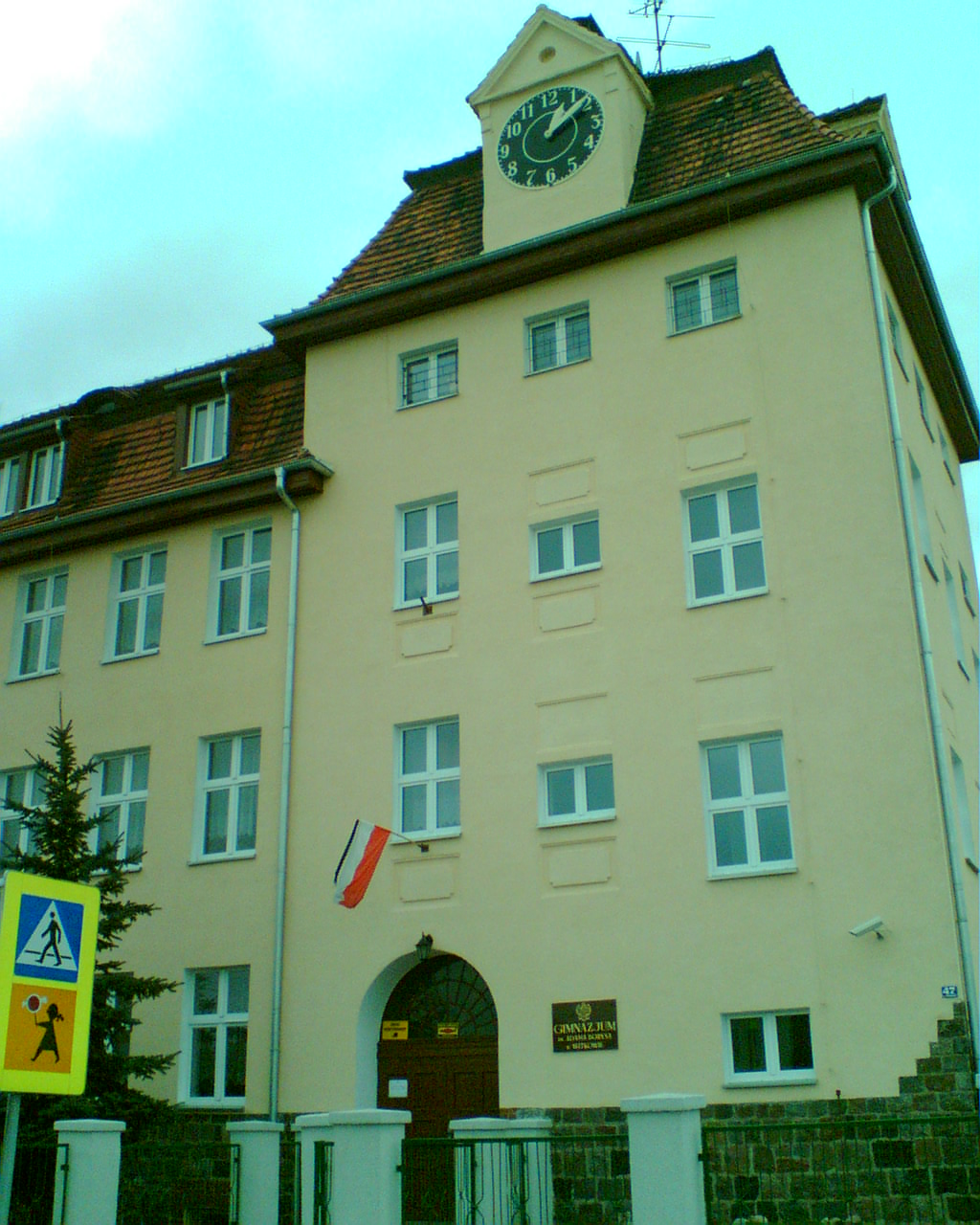
Szkoła Podstawowa nr 1 im. Adama Borysa w Witkowie, ul. Poznańska
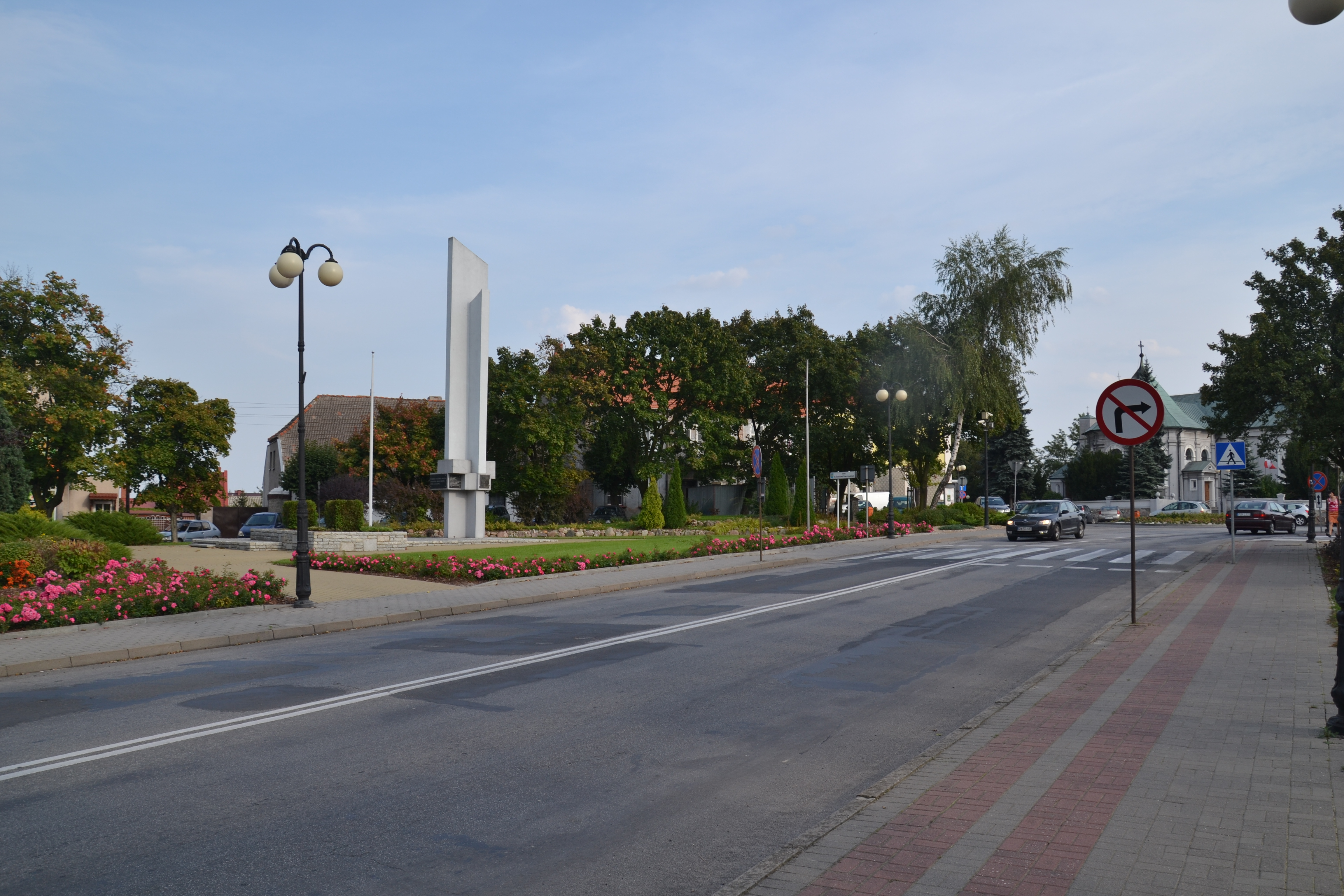
Pomnik Powstańców Wielkopolskich
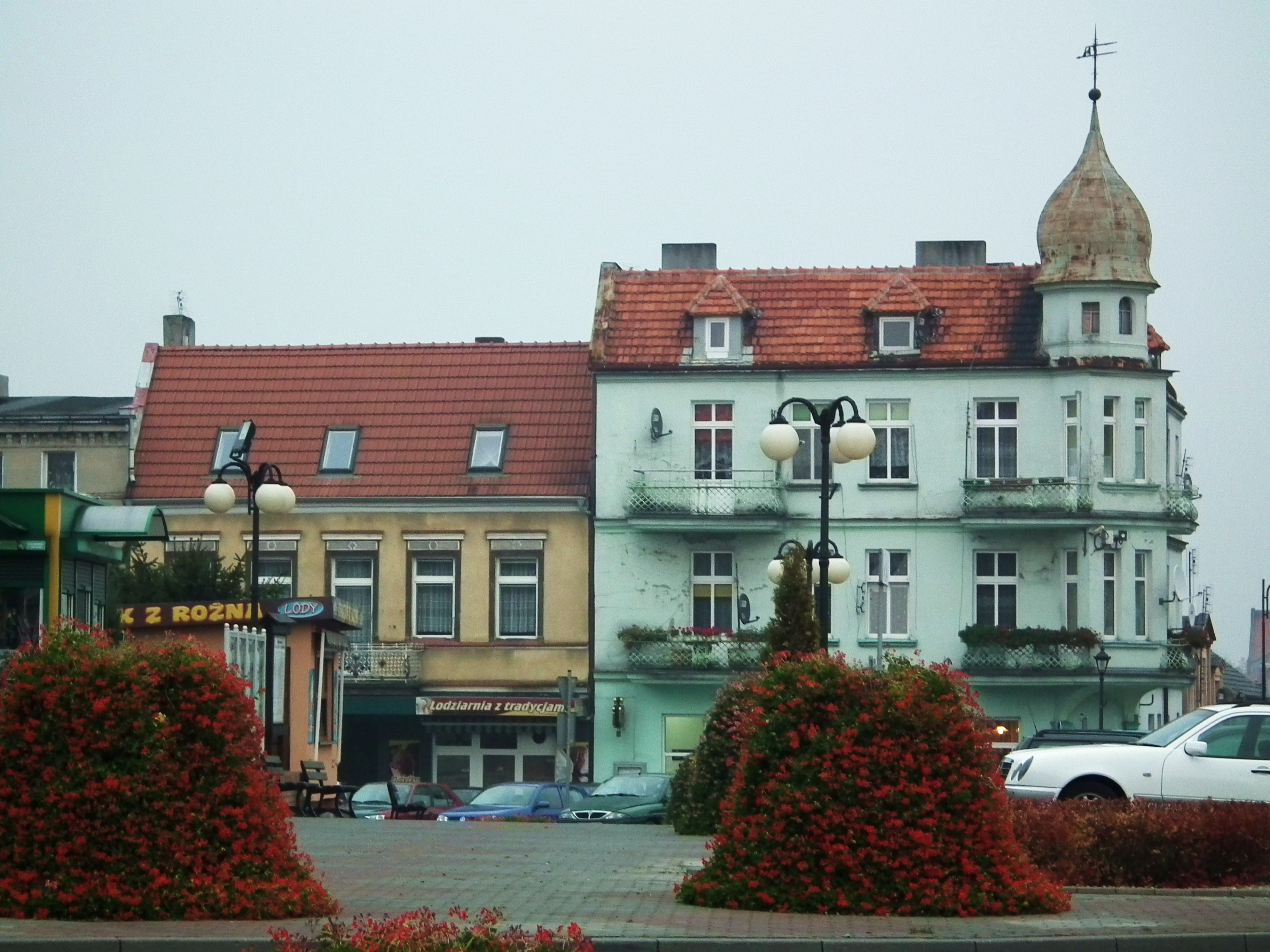
Rynek witkowski
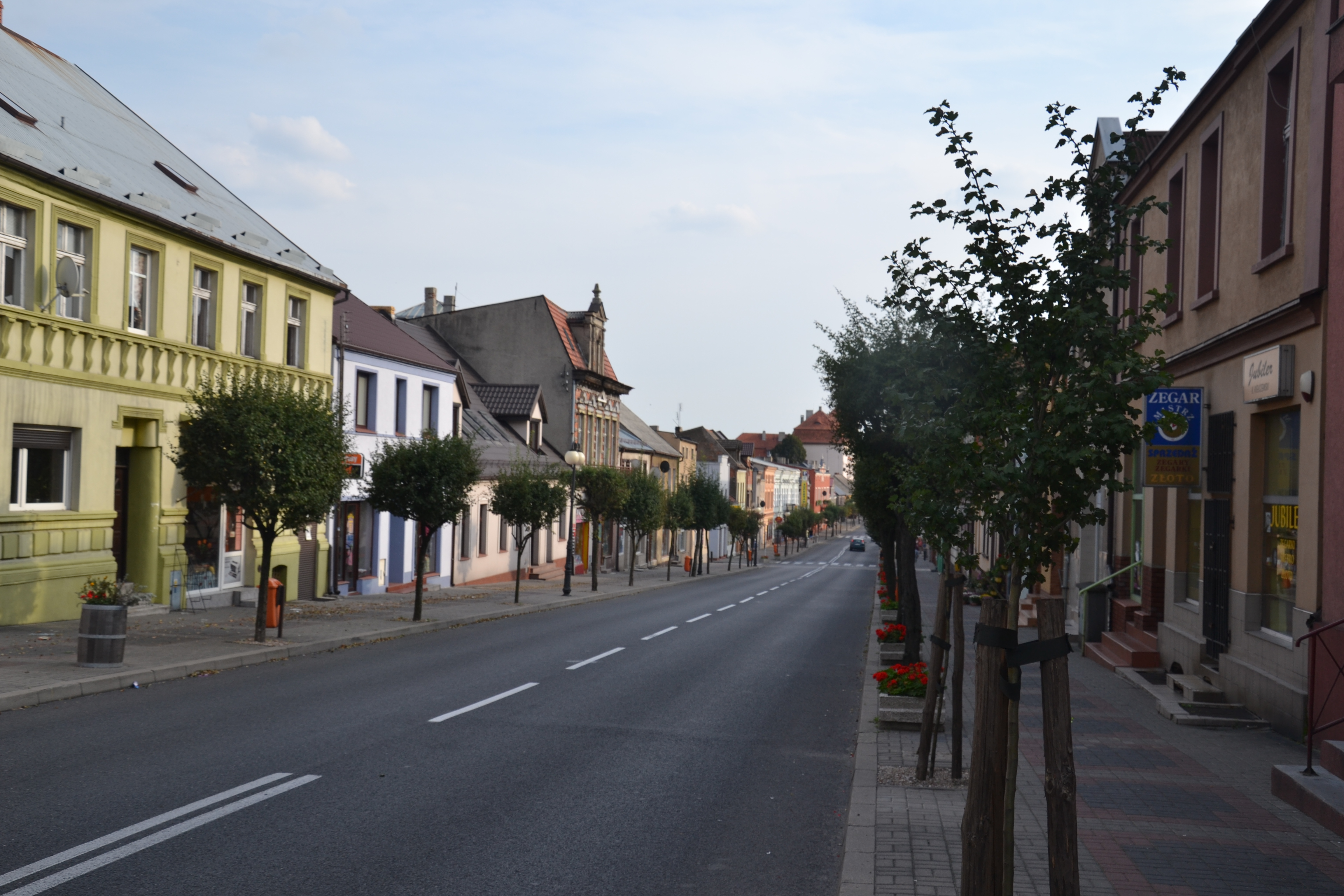
ul. Poznańska
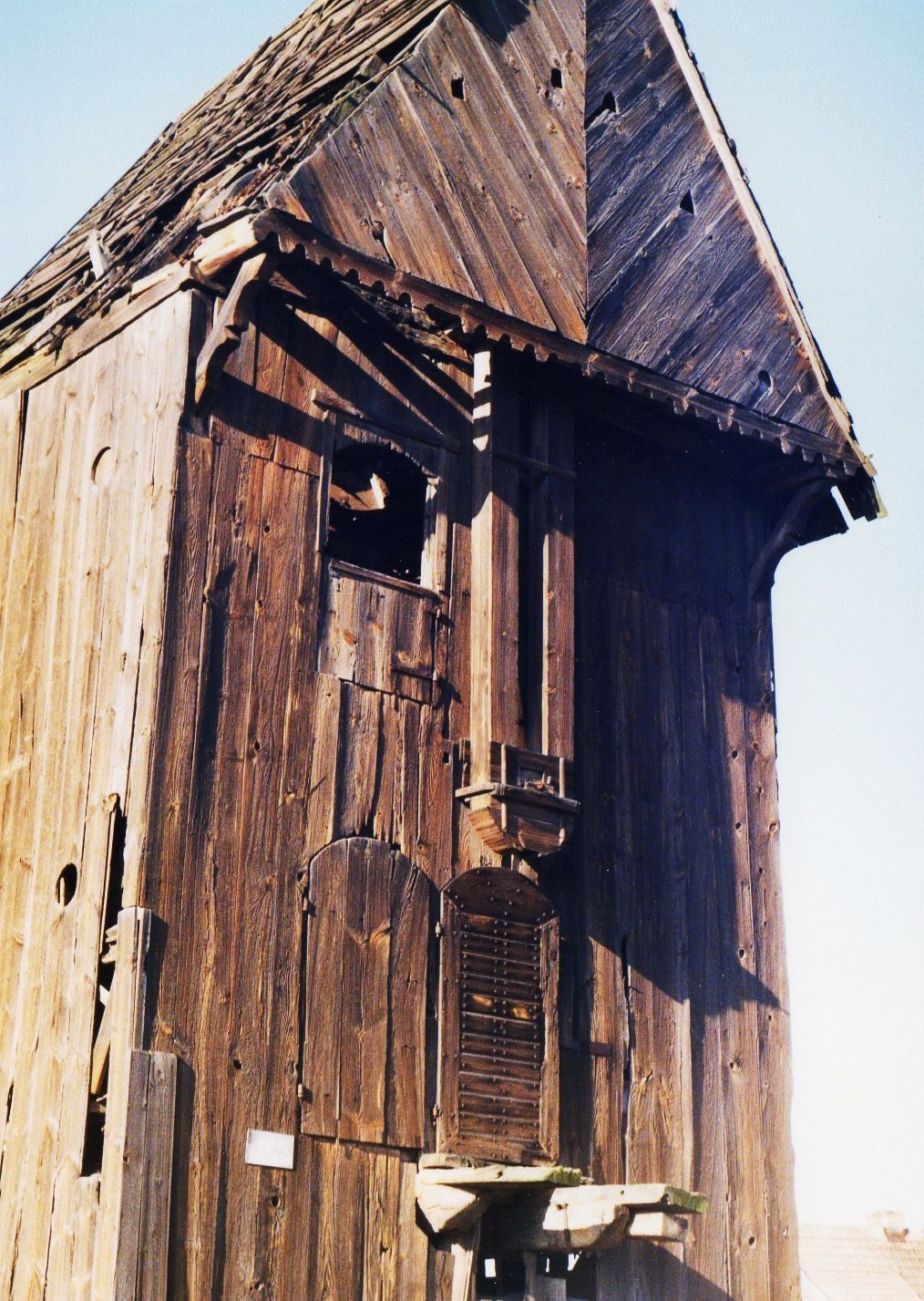
Wiatrak w Witkowie, 1993 rok
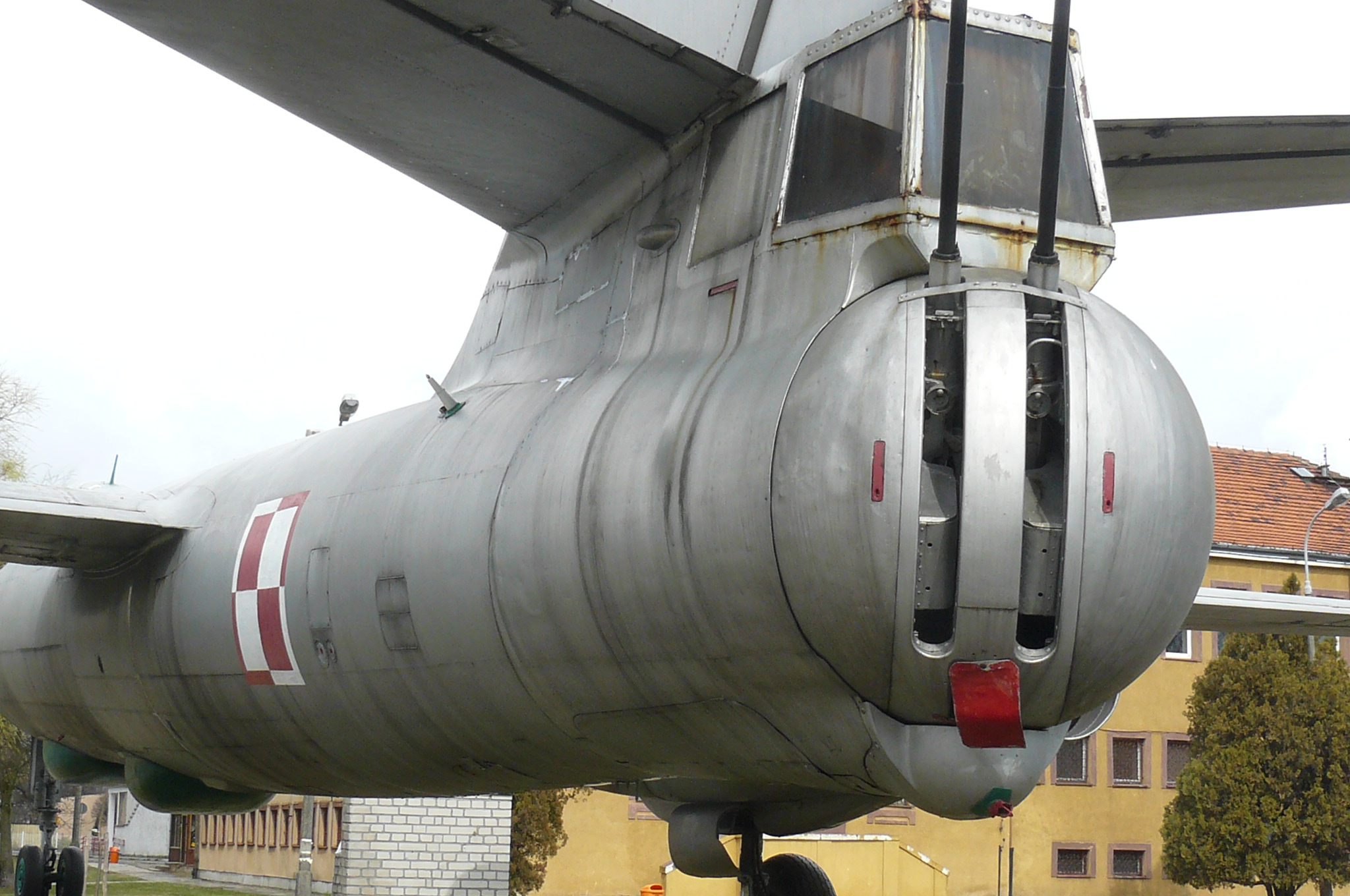
Ił-28, ul. Żwirki i Wigury
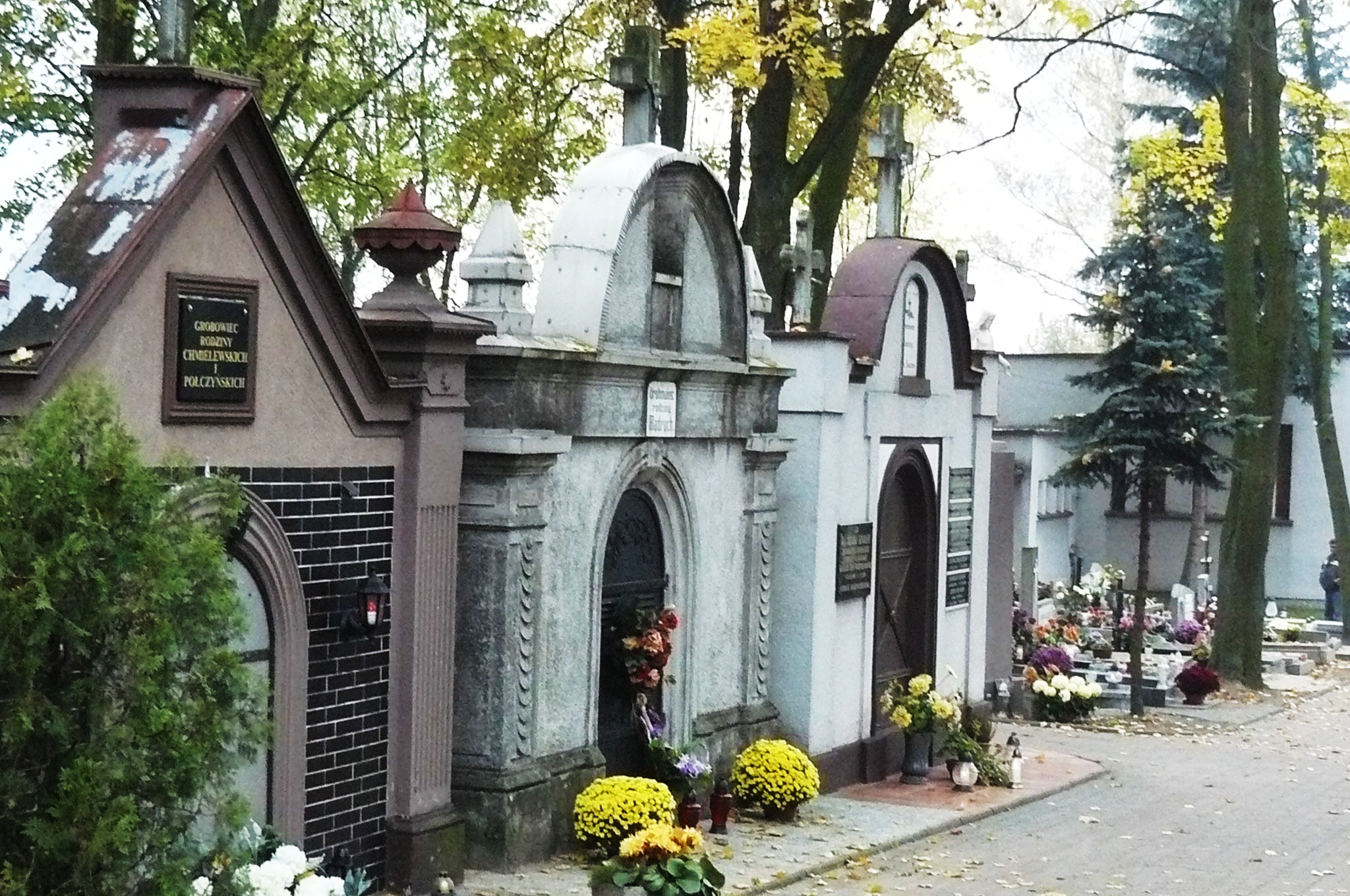
Cmentarz, ul. Cmentarna
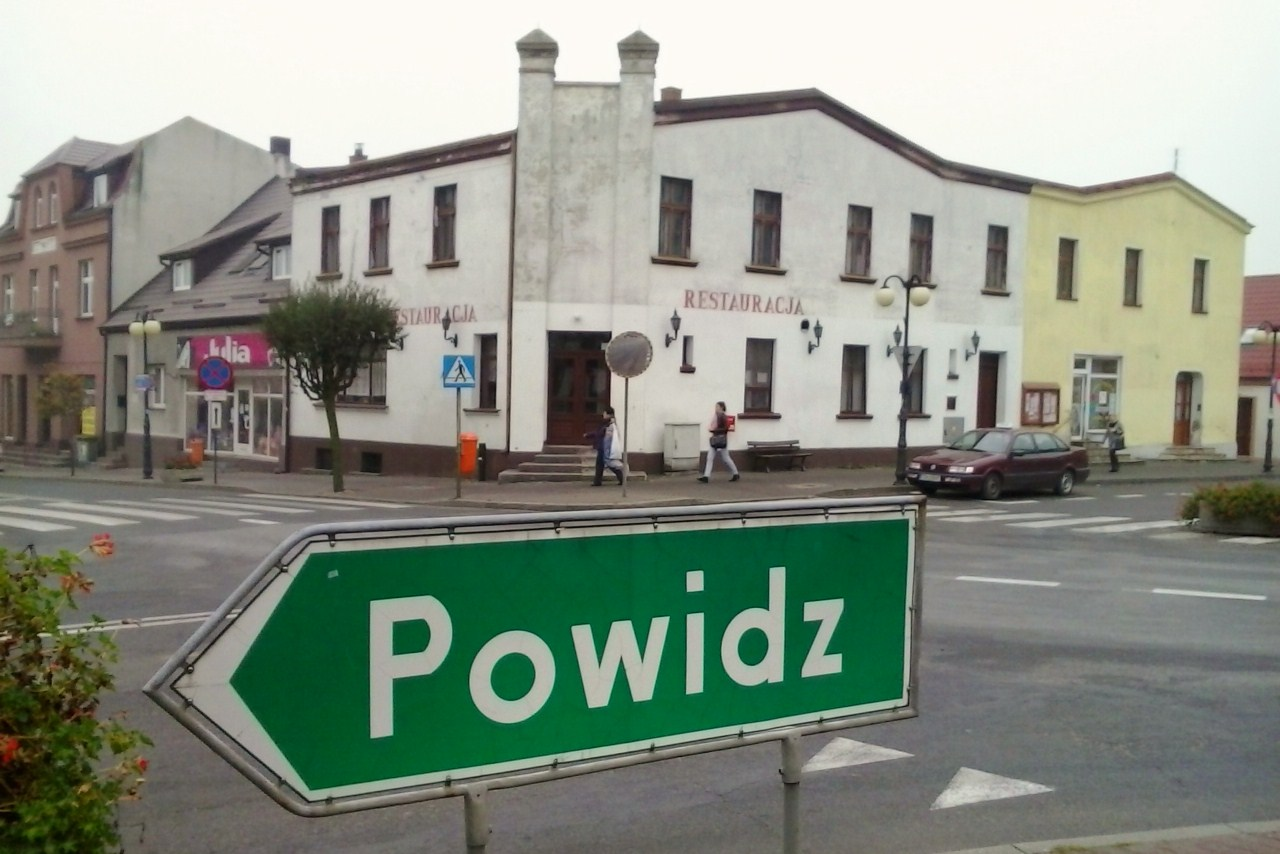
Stara restauracja
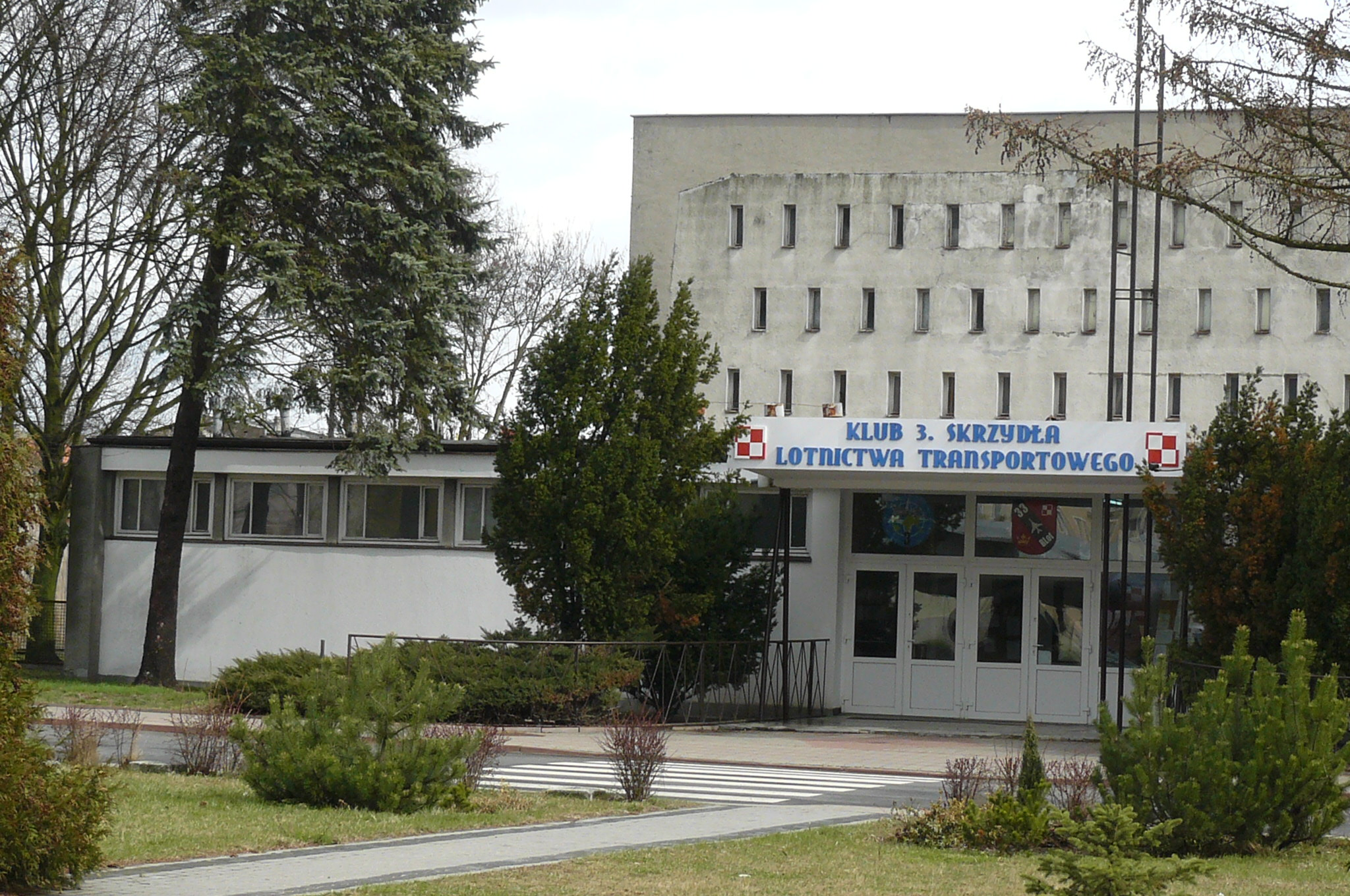
Klub 3. Skrzydła Lotnictwa Transportowego

## Tradycje
Na stałe w kalendarz tradycyjnych imprez i uroczystości w Witkowie weszły: Dożynki Gminne, Dni Witkowa, uroczystości związane między innymi z rocznicami uchwalenia Konstytucji 3 Maja lub Dnia Niepodległości. Na przestrzeni lat organizowane były liczne koncerty, artystów takich jak Zbigniew Wodecki, Skaldowie, Trubadurzy, czy Marek Piekarczyk. Od 2017 roku organizowana jest również impreza „Pod Witkowskim Niebem”, obejmująca występny twórców muzyki popularnej.

## Edukacja
Sieć placówek oświatowych na terenie miasta tworzą: Szkoła Podstawowa nr 1 im. Adama Borysa w Witkowie, Szkoła Podstawowa nr 2 im. Lotnictwa Polskiego w Witkowie, Przedszkole Miejskie w Witkowie, Ochronka im. Dzieciątka Jezus (niepubliczne przedszkole prowadzone przez Zgromadzenie Sióstr Służebniczek Niepokalanego Poczęcia Najświętszej Maryi Panny). Funkcjonuje również Zespół Szkół Ponadgimnazjalnych im. Dezyderego Chłapowskiego w Witkowie, który obejmuje: Liceum Ogólnokształcące, Technikum Żywienia, Technikum Informatyczne, Technikum Logistyczne, Technikum Żywienia i Usług Gastronomicznych oraz Szkołę Branżową I stopnia.

## Kultura i sport

### Organizacje i infrastruktura
Za działalność kulturalną i sportową odpowiedzialne są: Ośrodek Kultury, Sportu i Rekreacji (OKSiR), Centrum Kultury im. Krzysztofa Szkudlarka, Biblioteka Publiczna Miasta i Gminy Witkowo, Ochotnicza Straż Pożarna w Witkowie, Komisariat Policji, Klub 3. Skrzydła Lotnictwa Transportowego, a także szkoły. Na terenie gminy działają również organizacje pozarządowe, które wspierają gminę w tym obszarze działań. Niektóre obiekty sportowe to: boisko Orlik, hala sportowa przy Szkole Podstawowej nr 2, hala sportowa przy Szkole podstawowej nr 1, boisko wielofunkcyjne przy ul. Czerniejewskiej, skatepark przy ul. Czerniejewskiej, stadion sportowy i korty tenisowe przy ul. Sportowej. W Witkowie istnieje spory staw wędkarski „Kubuś”.

### Kuchnia

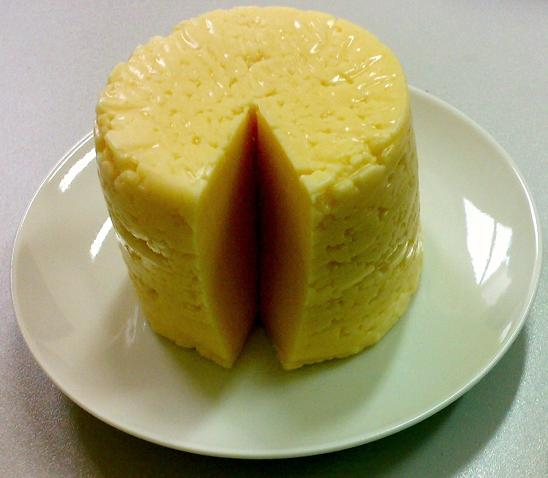
Witkowski ser Liliput

W Witkowie i jego okolicach wyrabiany jest tradycyjny specjał wielkopolski, ser Liliput.

### Sport
Witkowo posiada własną drużynę piłkarską, GKS Vitcovia Witkowo, grająca w B klasie. Organizowana jest także Witkowska Liga Halowa w Piłce Nożnej, w której gra czternaście lokalnych drużyn amatorskich.
W mieście działa Kurkowe Bractwo Strzeleckie w Witkowie, założone w 1742 roku, posiadające własną strzelnicę, udostępnianą również osobom niezrzeszonym.
W Witkowie od ponad 60 lat funkcjonuje Koło Łowieckie nr 90 „Łoś” wyróżnione najwyższym odznaczeniem łowieckim, „Złomem”.

### Prasa
Władze gminy wydają własny biuletyn informacyjny w formie miesięcznika, „Witkowskie Wiadomości Samorządowe”. Funkcjonuje również popularna gazeta „Kurier Witkowski”, która ukazuje się w każdy piątek. Tworzy ją kilkanaście osób: lokalnych dziennikarzy, współpracowników, felietonistów, agentów reklamowych. Teren, na którym się ukazuje to gminy powiatu słupeckiego, gmina Witkowo oraz część powiatu konińskiego i gnieźnieńskiego (razem obszar zamieszkiwany przez około 100 tysięcy mieszkańców).

## Turystyka

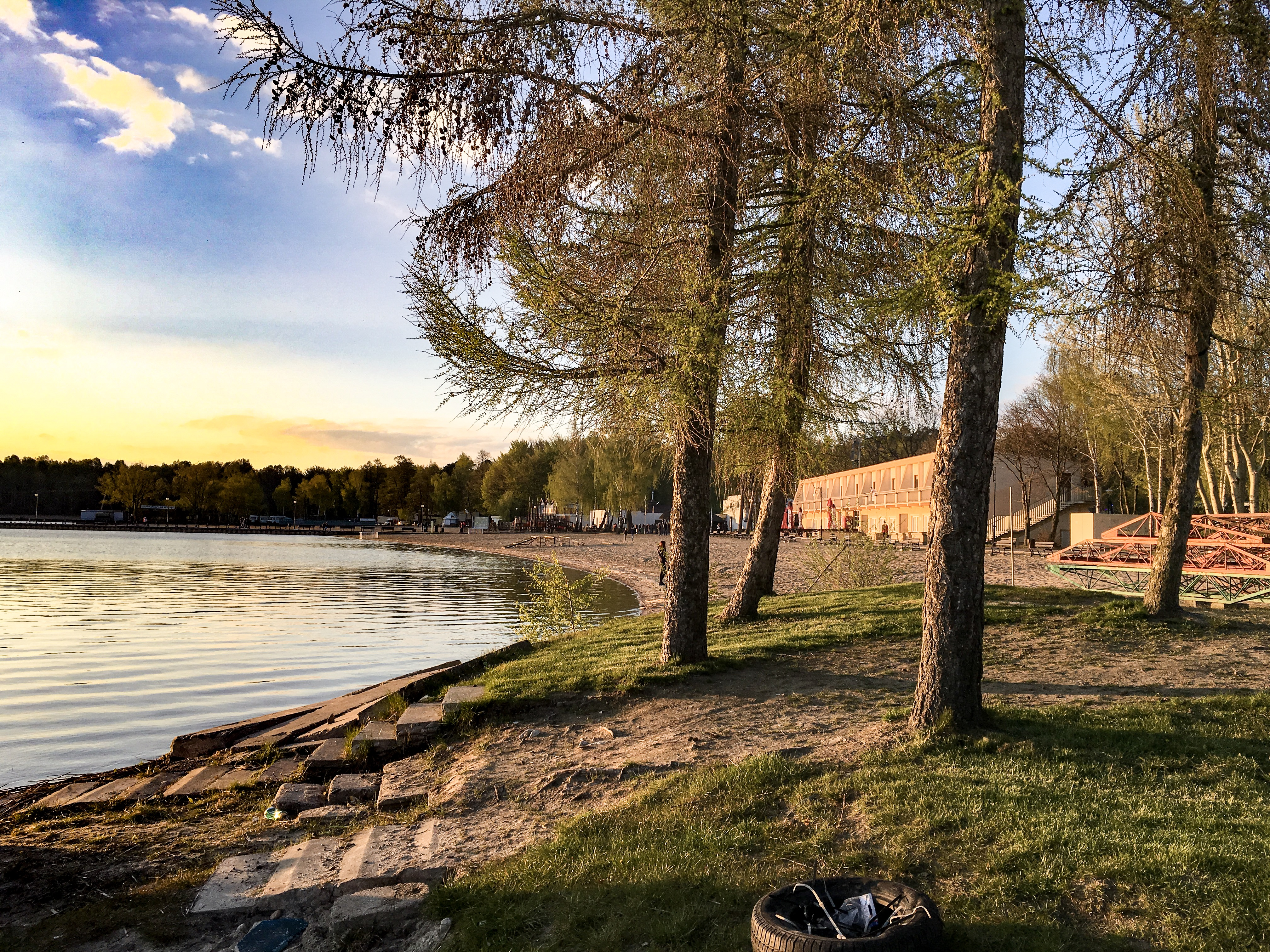
Ośrodek Wypoczynkowy w Skorzęcinie

Pomimo obecności licznych zabytków, miasto Witkowo nie sposób określić mianem popularnego kierunku wycieczkowego, acz gmina Witkowo jest najbardziej turystyczną gminą powiatu gnieźnieńskiego i województwa wielkopolskiego. Rozwojowi turystyki sprzyjają walory naturalne, czyste jeziora, piękne lasy oraz czyste środowisko. Najcenniejszym obiektem gminy jest Ośrodek Wypoczynkowy w Skorzęcinie. Zajmuje obszar 41 hektarów, oferuje turystom 6 tys. miejsc noclegowych. Ośrodek jest położony w lesie pomiędzy jeziorami Niedzięgiel (640 hektarów powierzchni, 22 metrów głębokości) a jeziorem Białym (46 hektarów powierzchni, głębokość 10,2 metrów). Ze względu na swoją głębokość stanowią popularne miejsce wśród nurków z całej Polski. Ośrodek został całkowicie zmodernizowany dzięki środkom unijnym. Do Skorzęcina ściągają nie tylko turyści z okolic, ale nawet zagranicy. Gęsta sieć ścieżek rowerowych oraz szlaków spacerowych zachęca do aktywnego wypoczynku.

## Komunikacja

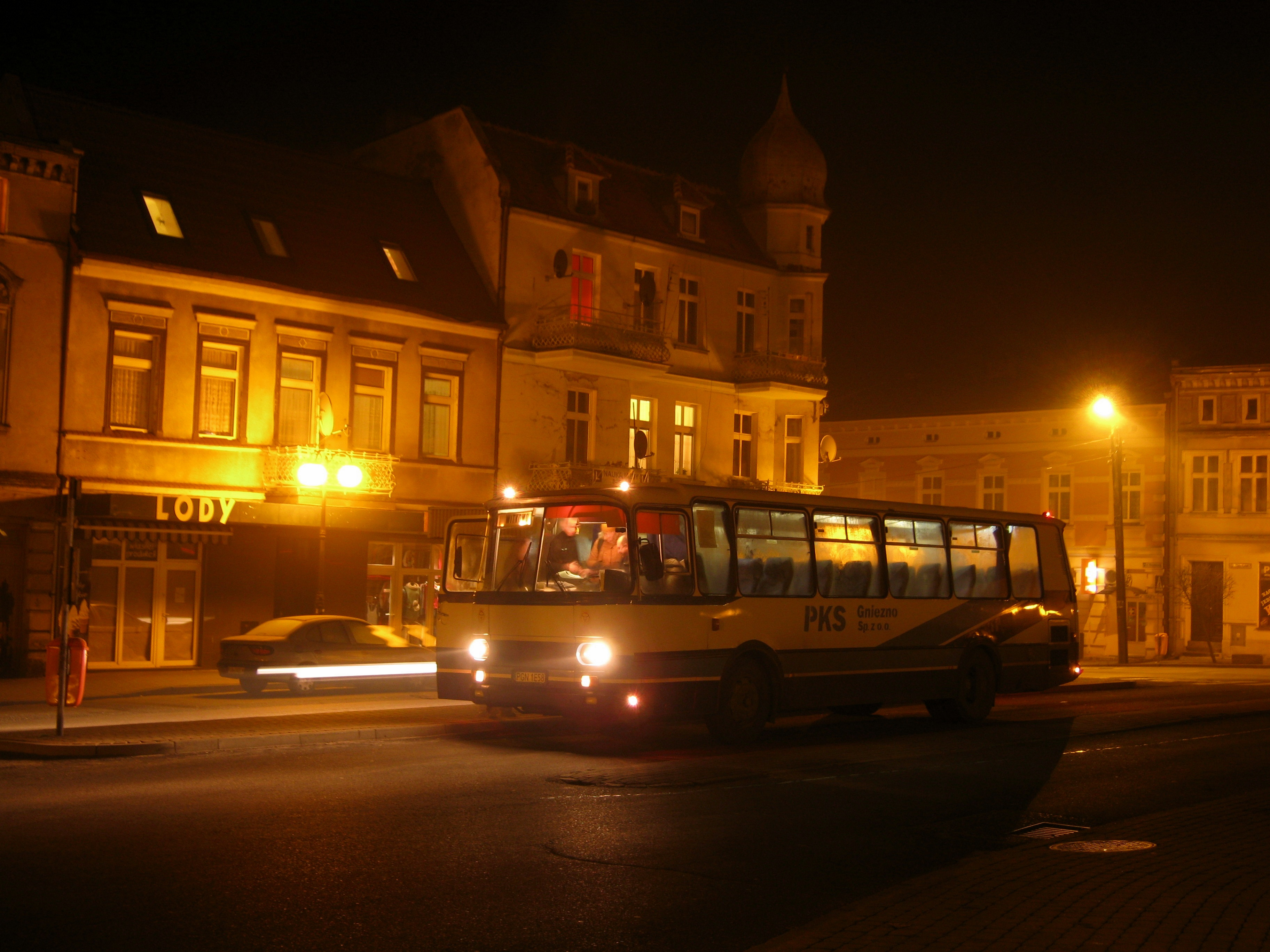
Autobus PKS wieczorem w pobliżu przystanku

W Witkowie kursują regularnie autobusy, utrzymujące kontakt miasta z Gnieznem i mniejszymi miejscowościami, skąd dowożeni są uczniowie do miejskich szkół. Istnieje sieć przystanków. W mieście można również spotkać taksówki.

## Ochotnicza Straż Pożarna w Witkowie
Ochotnicza Straż Pożarna w Witkowie jest jedną z najstarszych tego typu organizacji funkcjonujących na ziemiach polskich. Powstała oficjalnie w 1890 roku, choć drużyna pożarnicza działała w Witkowie od 1868 roku, jednak jedynymi źródłami potwierdzającymi jej tak wczesne istnienie są relacje nieżyjących już strażaków i listy naczelników – sztandar i dokumentacja została wywieziona do Niemiec po włączeniu Wielkopolski do II Rzeczypospolitej i tam zaginęły, bądź uległy zniszczeniu. Początki OSP były dość skromne, pierwsza drużyna liczyła siedmiu druhów wyposażonych w sikawkę konną. W 1890 roku było to jednak już 29 członków oraz wóz strażacki beczkowy, mechanicznie wysuwana drabina, dwie sikawki, dwie drabiny dwuhakowe oraz 70 metrów węża. Siedziba straży mieściła się na działce podarowanej przez Kazimierza Knasta, jednego z bardziej majętnych mieszkańców Witkowa. W 1903 roku zakupiona została sikawka czterokołowa z wężami ssawnymi. Na tym sprzęcie witkowscy strażacy pracowali aż do wybuchu II wojny światowej, gdy wielu członków formacji wstąpiło do sił zbrojnych, bądź konspiracji. Pomimo iż większość druhów zginęła w trakcie działań zbrojnych, OSP odrodziła się pod przywództwem Ignacego Knasta. Przestarzały sprzęt nie wystarczał jednak już do pracy, tak więc w 1949 roku z Gniezna pozyskano pierwszy (używany) wóz strażacki. W tym samym roku nabyto drugi pojazd, odkryty, który zakupiono dzięki obywatelskiej zbiórce. W 1968 roku OSP w Witkowie liczyła już 48 członków czynnych oraz 11 honorowych.
Obecnie witkowscy strażacy posiadają cztery wozy – 1 ciężki, 2 średnie, 1 lekki oraz użytkowaną w Skorzęcinie łódź motorową.

## Współpraca zagraniczna
Gmina i miasto Witkowo współpracują z gminami:
- Geetbets
- Samhorodok
- Land Hadeln

W ramach współpracy organizowane są polsko-niemieckie wymiany uczniowskie oraz drużyn straży pożarnej.